# Villa romana La Olmeda
La villa romana La Olmeda es una villa romana situada en el municipio español de Pedrosa de la Vega, en la provincia de Palencia, comunidad autónoma de Castilla y León. El yacimiento fue declarado Bien de Interés Cultural el 3 de abril de 1996.
Se trataba de una explotación agrícola en la que se diferencian dos fases cronológicas; por un lado, una villa del siglo I que perduró hasta finales del siglo III y, por otro, la reedificación de la misma en el siglo IV, en un contexto de recuperación que vivió su mejor momento entre los gobiernos de Constantino I y Teodosio I el Grande, hasta que fue destruida y abandonada en el siglo VI.
Sus restos se descubrieron en 1968, durante unos trabajos en tierras propiedad de Javier Cortes, quien comenzó su excavación de manera privada. En 1980 el yacimiento desbordó sus posibilidades por lo que llegó a un acuerdo para la donación del yacimiento y las fincas sobre las que éste se encuentra con la Diputación Provincial de Palencia: se creó una Fundación, que se encarga desde entonces de su gestión, y se construyó una cubierta para los restos que posibilitó su apertura al público en 1984. Tras un concurso para una nueva adecuación del yacimiento, en el que resultaron ganadores los arquitectos Paredes y Pedrosa, el nuevo edificio abrió al público en abril de 2009. Al año siguiente recibió el premio Europa Nostra.
El edificio principal de la villa presenta planta cuadrada con cuatro torres angulares de planta octogonal en la fachada sur y cuadrada en la norte. En el centro hay un patio que en origen fue un peristilo pero más tarde se sustituyeron las columnas del lado sur por una arquería de ladrillo y los restantes lados se cerraron con muros. El edificio de los baños, unido a la vivienda a través de un corredor, presenta dos zonas: por un lado una gran habitación circular, cuyo uso se desconoce, y por otro el vestuario, a través del cual se accede a las distintas salas de baño: frigidarium, tepidarium y caldarium. Entre los restantes hallazgos cabe destacar las tres necrópolis encontradas, que han proporcionado más de 700 tumbas pertenecientes a distintos periodos y abundante material arqueológico gracias a los ajuares.
Posiblemente el mayor atractivo de la villa lo constituye el conjunto de mosaicos que pavimenta sus suelos, considerado como uno de los más importantes de España. De todos ellos destaca el mosaico situado en el oecus de la casa, compuesto por una gran cenefa y una escena central con tres temas distintos: una escena de caza, la leyenda del descubrimiento de Aquiles por Ulises cuando el primero estaba oculto en la isla de Esciros, y una cenefa en la que aparecen varios medallones con retratos y una representación de las estaciones del año. Una selección de los materiales hallados en las excavaciones está expuesta en el museo monográfico sobre La Olmeda que en 1984 se instaló en la iglesia de San Pedro en Saldaña.

## Localización y accesos
El acceso al conjunto arqueológico se realiza a través de un vial al que se llega mediante desvío en el punto kilométrico 55 de la carretera autonómica CL-615 (Palencia-Riaño), a la altura de la localidad de Gañinas de la Vega.

## Historia

### Contexto histórico

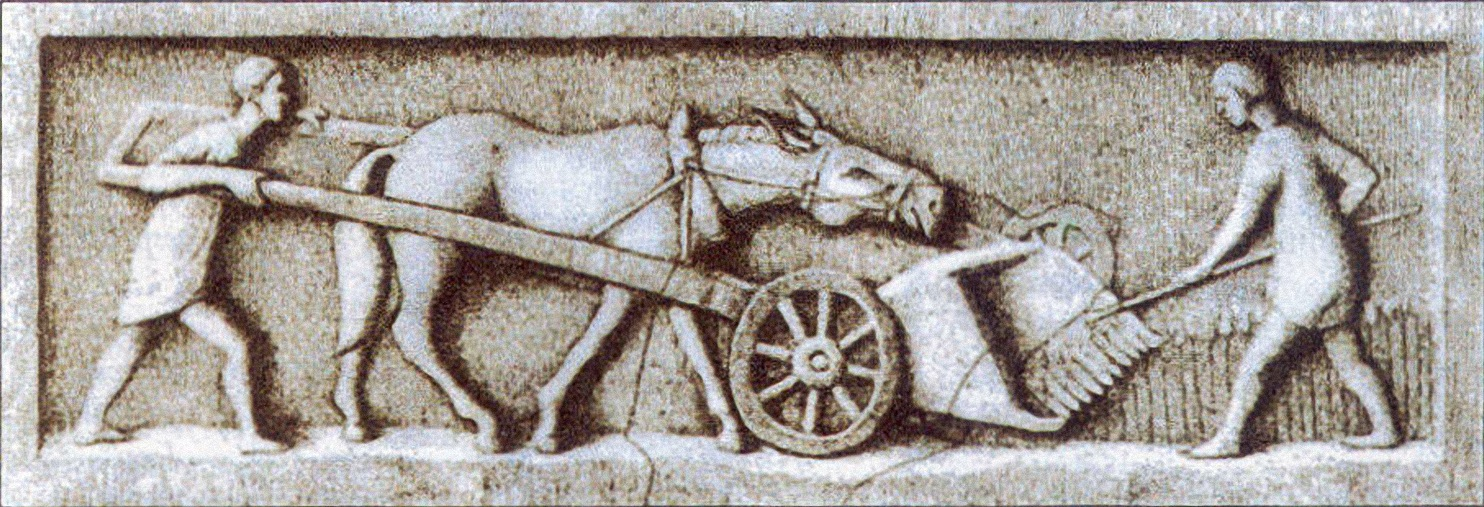
La crisis del provocó una revalorización de la tierra. En la imagen, escena de cosecha en un relieve procedente de Augusta Treverorum (Tréveris)

En el siglo III las constantes luchas por el poder, las razias de los pueblos germánicos en el Rin y el Danubio, la guerra en Oriente o la epidemia de peste provocaron una crisis en el Imperio romano en la que aparecieron problemas políticos, militares, sociales y económicos. La crisis agrícola y minera afectó a la industria por la escasez de materias primas y los desastres políticos provocaron el descenso de la población, afectando a las actividades productivas. Esto conllevó menos ingresos para el Estado, cuyos intentos de compensarlo, aumentando los impuestos, agudizaron aún más la crisis. El resultado de todo ello fue la desaparición del comercio internacional existente hasta entonces; las rutas con Oriente se vieron afectadas por los persas y las rutas europeas por los movimientos de los germanos. El comercio interior también sufrió esa falta de seguridad, la alta fiscalidad y la pérdida de confianza en el Estado.

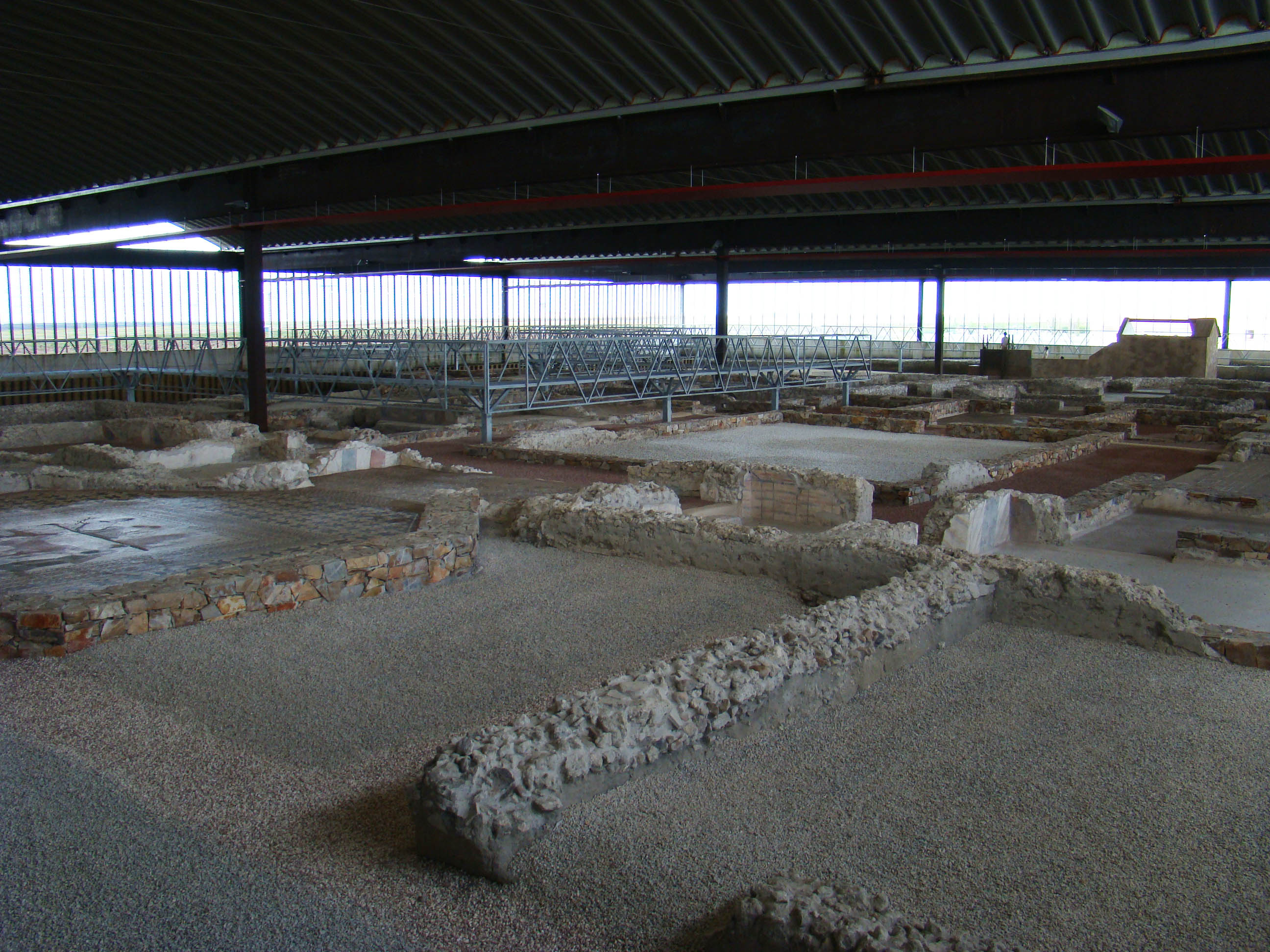
En época bajoimperial, el número de villas rústicas aumentó notablemente. En la imagen, la villa de Almenara-Puras

En época bajoimperial se llevaron a cabo una serie de reformas para atajar los problemas anteriores y así, bajo Diocleciano, se reordenó el sistema fiscal para aumentar la recaudación final, debido al coste del creciente número de tropas y de funcionarios necesarios para garantizar la administración del Imperio. Asimismo, el edicto de pretiis rerum venalium, de 301, pretendía establecer precios máximos a los bienes como medida contra la inflación y la subida de precios. Regulaba el precio de productos agrícolas y artesanales y las tarifas a percibir por cada una de las actividades profesionales.
Sin embargo, todos esos factores determinaron un descenso de los elementos que integraban la economía desarrollada; se volvió a los intercambios basados en el trueque y la economía sufrió una ruralización, volviéndose a tomar la tierra como único valor seguro de riqueza. Los rendimientos agrícolas cayeron debido a la intranquilidad social existente y el comercio quedó reducido exclusivamente a los objetos de lujo que adquirían los grandes propietarios. Las ciudades sufrieron un importante descenso demográfico y de la vida ciudadana y los curiales y la aristocracia municipal prefirieron irse a vivir a sus villae en el campo, donde disponían de grandes propiedades agrícolas y de talleres artesanales para sus propias necesidades; es decir, se hicieron autosuficientes en producción y consumo. El interior de Hispania fue una de las zonas más propicias para estos latifundios bajoimperiales, pues la vida urbana no había alcanzado el desarrollo que tuvo, por ejemplo, en la costa mediterránea.

### Historia de la villa

Hispania y el sur de la Galia entre 409 y 429, con la división territorial debida a las invasiones germánicas, apreciándose cómo la Tarraconense se mantenía bajo teórico dominio imperial

Se trata de una explotación agrícola en la que se diferencian dos fases cronológicas distintas. Por un lado, existió una villa fundada a finales del siglo I que perduró hasta finales del siglo III, momento de crisis económica y social, y, por otro, la reedificación de la villa, de nueva planta y en un lugar distinto, durante el siglo  IV, que perduró hasta mediados del siglo V y fue destruida y abandonada posiblemente en el siglo VI. Esta segunda fase se inserta en el contexto de recuperación iniciado en época de Diocleciano y su sistema de Tetrarquía, que vivió su mejor momento durante el gobierno de Constantino I y sus hijos, a principios del siglo IV, y bajo el gobierno de Teodosio I, a finales del mismo siglo. A este momento constantiniano-teodosiano pertenece el mayor esplendor de la villa. El conjunto de la explotación constaba de dos partes: la villa urbana, residencia señorial del latifundista (la parte excavada), y la villa rústica, residencia de los trabajadores, ya fueran esclavos o colonos, además de estancias de almacén y cuadras. Esta segunda parte no está localizada y puede estar ya destruida debido a la precariedad de su construcción.
Socialmente, se trataba de un núcleo aristocrático que constituía una dinastía familiar de terratenientes, cuyos retratos se observan en el mosaico principal. Contaba con mucha fuerza en la organización política y social, tanto del mundo romano como en tiempos godos, al ser, poco a poco, sustituidos por la aristocracia de origen germánico. La cultura de este dominus se englobaba dentro de la tradición clásica, con fundamentos literarios y mitológicos antiguos, algo normal en esta clase social resistente al proceso de cristianización, que en la villa tan solo está constatado en una inscripción dedicada a Marciana sobre una pieza de cerámica.
Se desconoce el nombre de los distintos propietarios que se sucedieron durante los siglos IV y V, pero la riqueza de los restos hallados ha sugerido algunos nombres como el del general Asturius, dux de la Tarraconense entre 441 y 443. Sin embargo, y a pesar de las inscripciones halladas, continúa el anonimato de la villa.

## Descubrimiento y musealización
La Olmeda se descubrió en el verano de 1968, en el transcurso de unos trabajos para reducir un pequeño alto en unas tierras de labor propiedad de Javier Cortes. Durante los mismos, se observaron los restos de una serie de construcciones en un alto y el 5 de julio, al investigarlos, llegaron hasta los 65 centímetros de profundidad, donde hallaron pavimento de mosaico.
Ante su descubrimiento, se paralizaron los trabajos y se planificó una excavación arqueológica para empezar ese mismo verano, con el permiso del Ministerio de Educación. La fórmula de excavación elegida fue la de excavación privada, en la que la financiación total corría a cargo del excavador, ponía todo lo hallado a disposición de los investigadores y su dirección estaba en manos de un arqueólogo profesional, a la vez que se reconocía al excavador como propietario del yacimiento. Se encargó la dirección de los trabajos al entonces catedrático de arqueología de la Universidad de Valladolid Pedro de Palol y llevó a cabo la consolidación inicial de los mosaicos un equipo dirigido por Antonio Díaz Pintiado. Más tarde se incorporó Domiciano Ríos, a quien posteriormente han correspondido los trabajos de conservación del yacimiento, especialmente los mosaicos. Asimismo, en esos primeros años, Javier Cortes llevó a cabo él mismo la construcción de los primeros edificios protectores y las visitas.
En 1980, la extensión del yacimiento desbordó las posibilidades del excavador por lo que llegó a un acuerdo con la Diputación Provincial de Palencia, creando una Fundación que es la que, desde ese momento, se encarga de la gestión y financiación de los trabajos en la Villa. El equipo de conservadores quedó bajo dirección de Domiciano Ríos, siendo asimismo constituido por José María Sánchez, Manuel Franco y Vicente Bartolomé. Entre 1981 y 1984, año de inauguración de la Villa, se llevaron a cabo los trabajos de construcción de una cubierta para el yacimiento y una pasarela que permitiera la visita, a la vez que se restauraba la futura sede del museo. Este, en sus inicios, estaba habilitado en la vivienda del descubridor, cumpliendo la función de tener los materiales encontrados a disposición de los investigadores, pero, al crearse la Fundación, se decidió trasladar a la antigua iglesia de San Pedro, en Saldaña, donde se halla desde 1984.
En 1988 se hizo cargo de la dirección de las excavaciones José Antonio Abásolo Álvarez, también catedrático de la Universidad de Valladolid, y Miguel Nozal, arqueólogo de Saldaña, como subdirector. El yacimiento continuó excavándose, ampliándose tanto el cerramiento como la pasarela. Comenzó la tarea de divulgación, mediante libros, guías, folletos, que se complementaron desde 2001 con productos de merchandising. En 2004 se abrieron al público las termas y se convocó el concurso para la nueva adecuación del yacimiento, resultando ganadores los arquitectos Paredes y Pedrosa. El 3 de abril de 2009, tras casi cuatro años de obras, se reabrió la Villa al público con el nuevo edificio.

## La villa y su territorio
El yacimiento arqueológico de La Olmeda se encuentra en las cercanías de la localidad de Pedrosa de la Vega, en la zona central de la provincia de Palencia. Su emplazamiento se sitúa en la llanura fluvial del río Carrión, a unos 888 m s. n. m., en una zona por la cual discurren varios arroyos en sentido norte-sur.
Su entorno se encuentra en la transición entre la vega del Carrión y los páramos de rañas. Estos son relieves planos y elevados que se extienden —en dirección norte-sur— desde la zona montañosa del norte de la provincia a través de estructuras paralelas, mientras que la vega forma parte de la llanura sedimentaria de la cuenca del Duero, que en esta zona presenta un perfil llano o suavemente ondulado.
El espacio que define todo el conjunto arqueológico se articula en torno a un eje norte-sur, de aproximadamente 1700 metros de longitud, cuyo núcleo central lo constituye la villa bajoimperial compuesta por la residencia, los baños y dos edificaciones laterales a modo de alas. El extremo meridional estaría en un edificio situado en el llamado Alto del Caballo y el extremo septentrional en la necrópolis norte. Este eje, en forma de vía o camino, conectaba los distintos ámbitos del conjunto y al mismo confluiría la red de caminos secundarios necesarios para la explotación agropecuaria.
El territorio bajo influencia de la villa quedó determinado tras las prospecciones realizadas entre 1986 y 1991, en las cuales se hallaron una serie de yacimientos, de distinta tipología, en las cercanías de las localidades de Saldaña, Relea de la Loma, Villarmienzo, Velillas del Duque, Quintanilla de Onsoña, Villaproviano, La Serna, Villamoronta, Villarrobejo y Villapún. Ninguno de ellos coincide con poblaciones actuales y de su distribución destaca, por un lado, su ubicación mayoritaria en el páramo en lugar de la vega, y por otro, su concentración en la margen izquierda del Carrión, debiendo de estar comunicados por una vía paralela al curso fluvial y a la vía que servía de eje a la villa; para ambas los puntos de referencia eran el vicus de Saldaña por el norte y Carrión de los Condes por el sur.

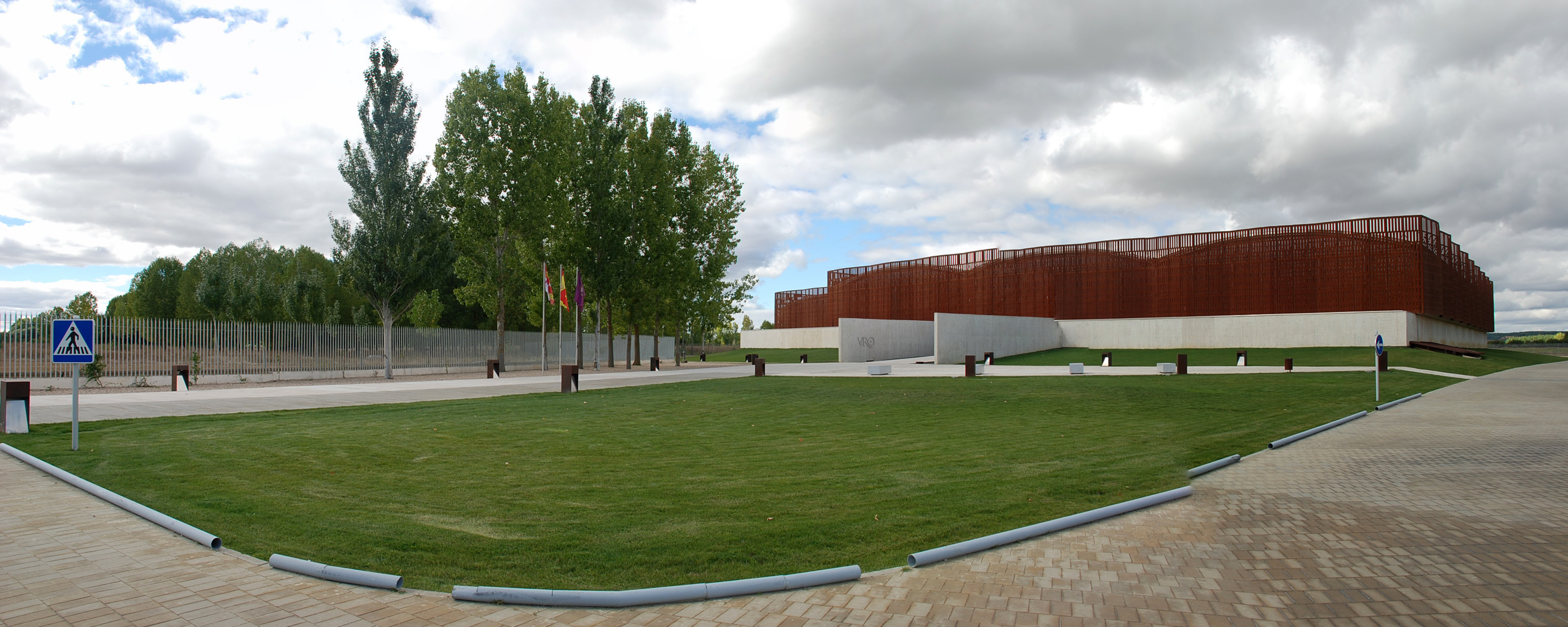
Vista exterior del conjunto

## Restos arqueológicos

Plano de la villa y baños de La Olmeda

El conjunto excavado hasta el momento muestra dos partes independientes pero unidas a través de un pasillo: por un lado el edificio principal, utilizado como vivienda por los dueños, de casi 3000 m², regular y simétrico en torno a un eje norte-sur y que presenta una planta cuadrada con un gran patio central rodeado de galerías a las que acceden las distintas estancias (típica vivienda de peristilo, muy habitual en el mundo romano), y por otro lado, al oeste, los baños.

### Vivienda

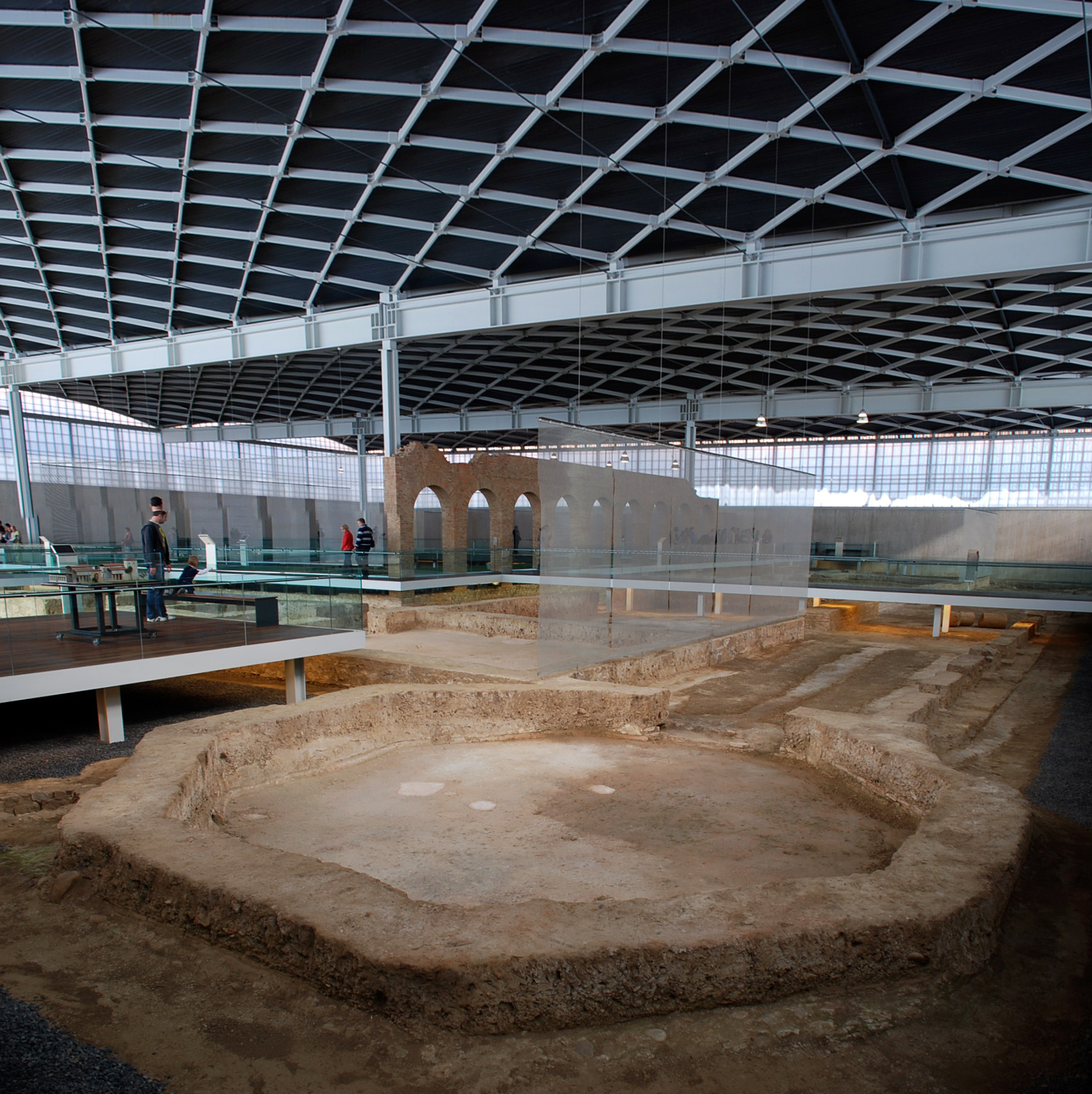
Una de las torres octogonales

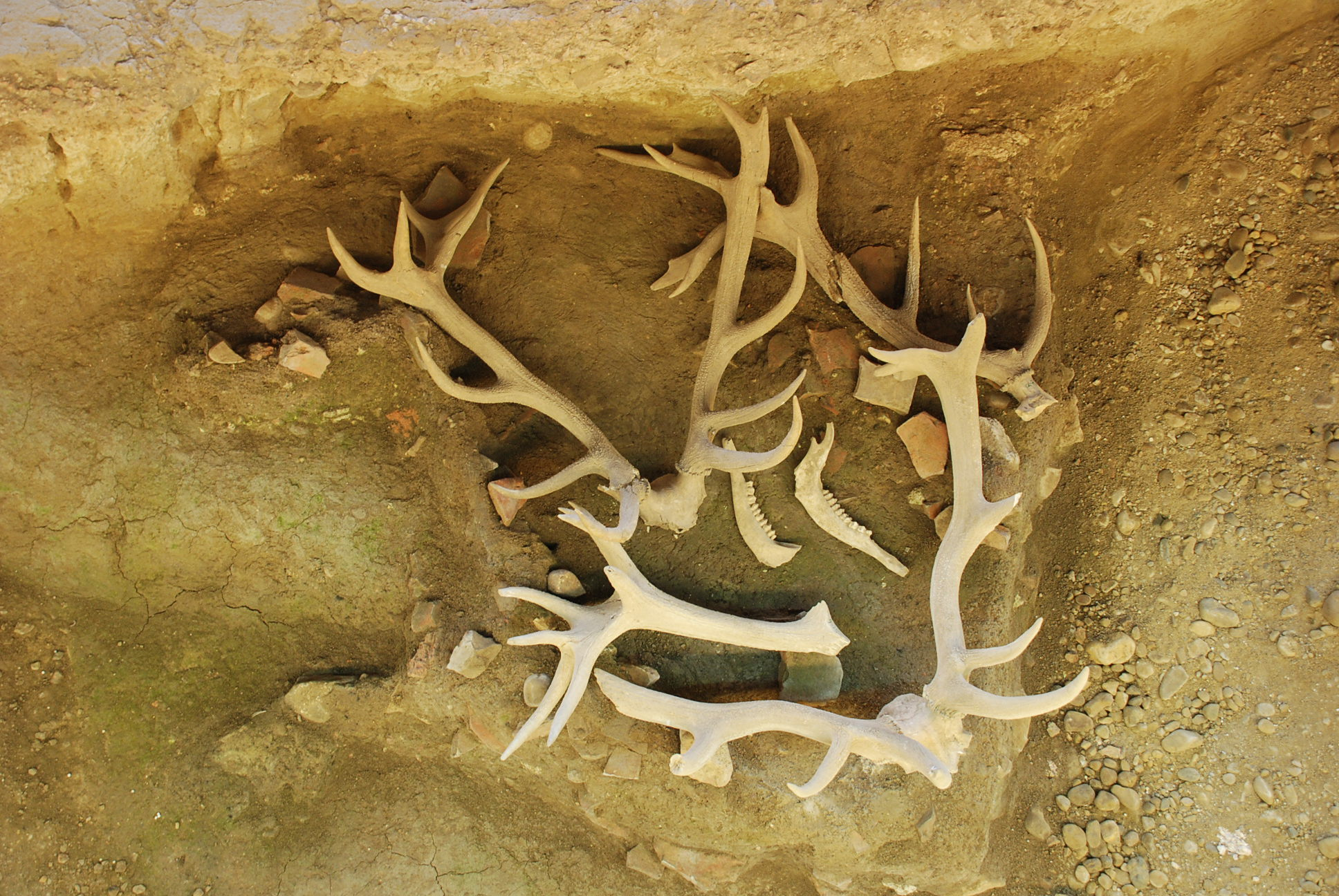
Astas de ciervo halladas en la zanja de la galería sur

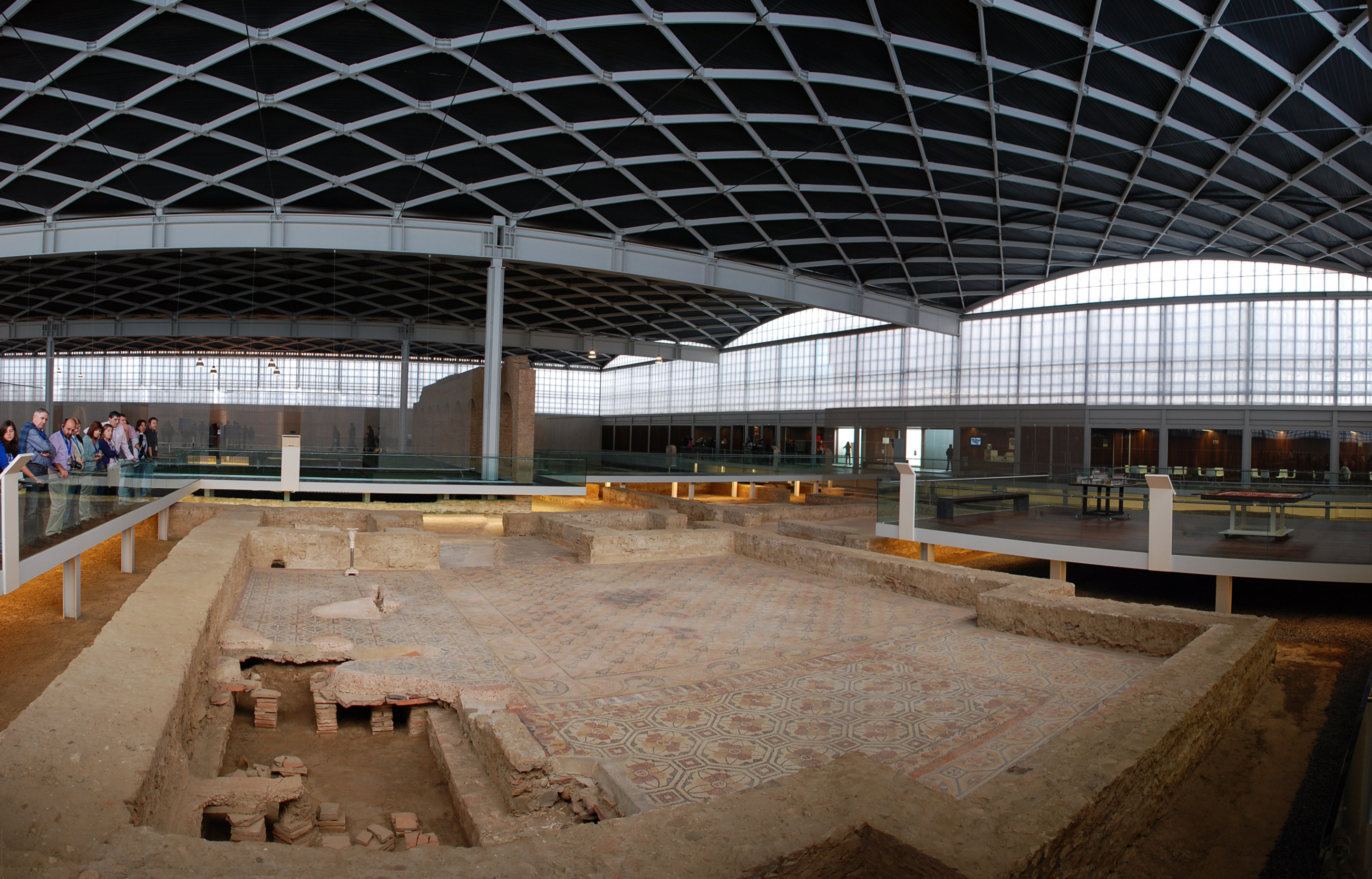
Triclinio principal de la casa, en el lado oeste

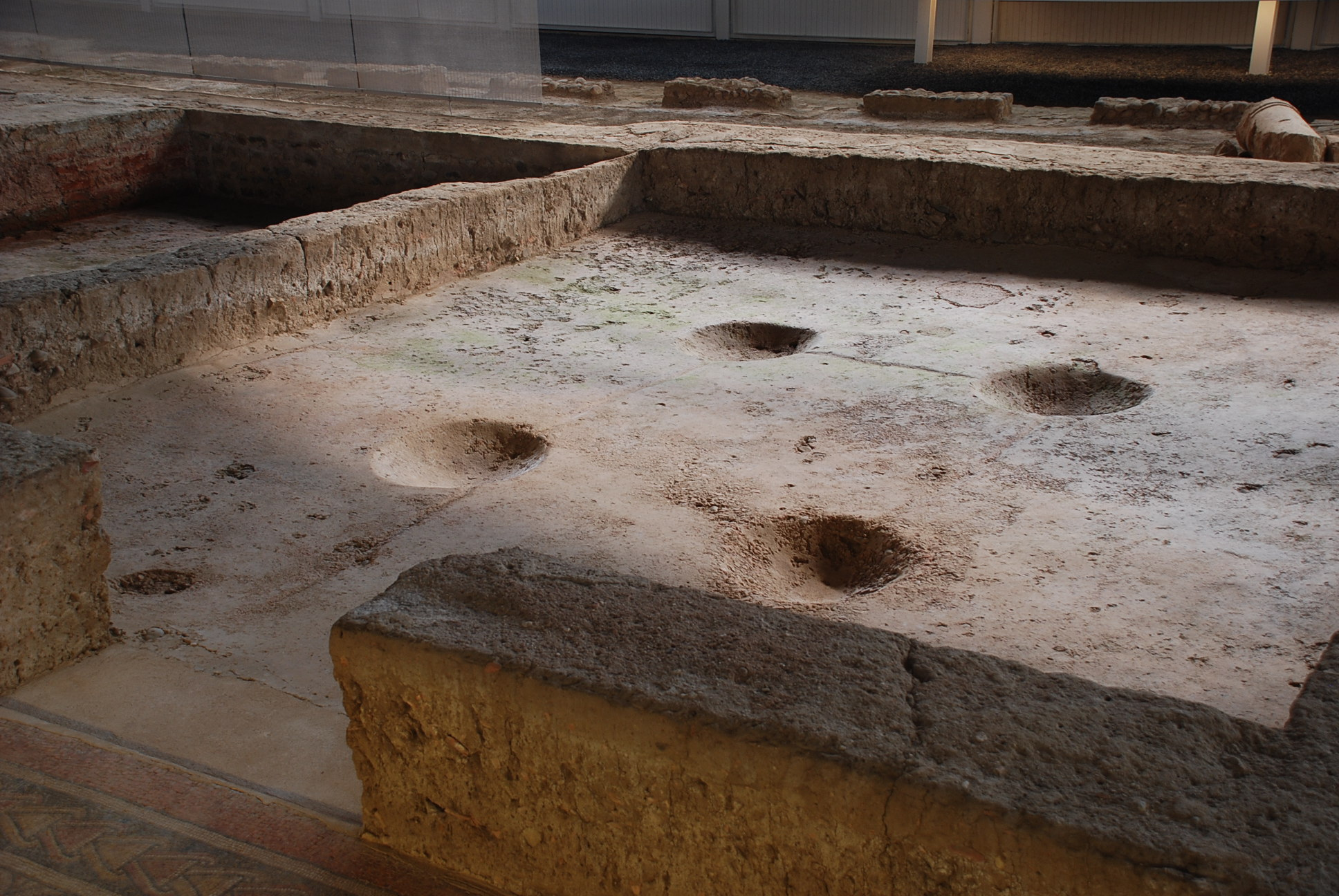
Despensa de la villa, con los cuatro hoyos para asiento de tinajas

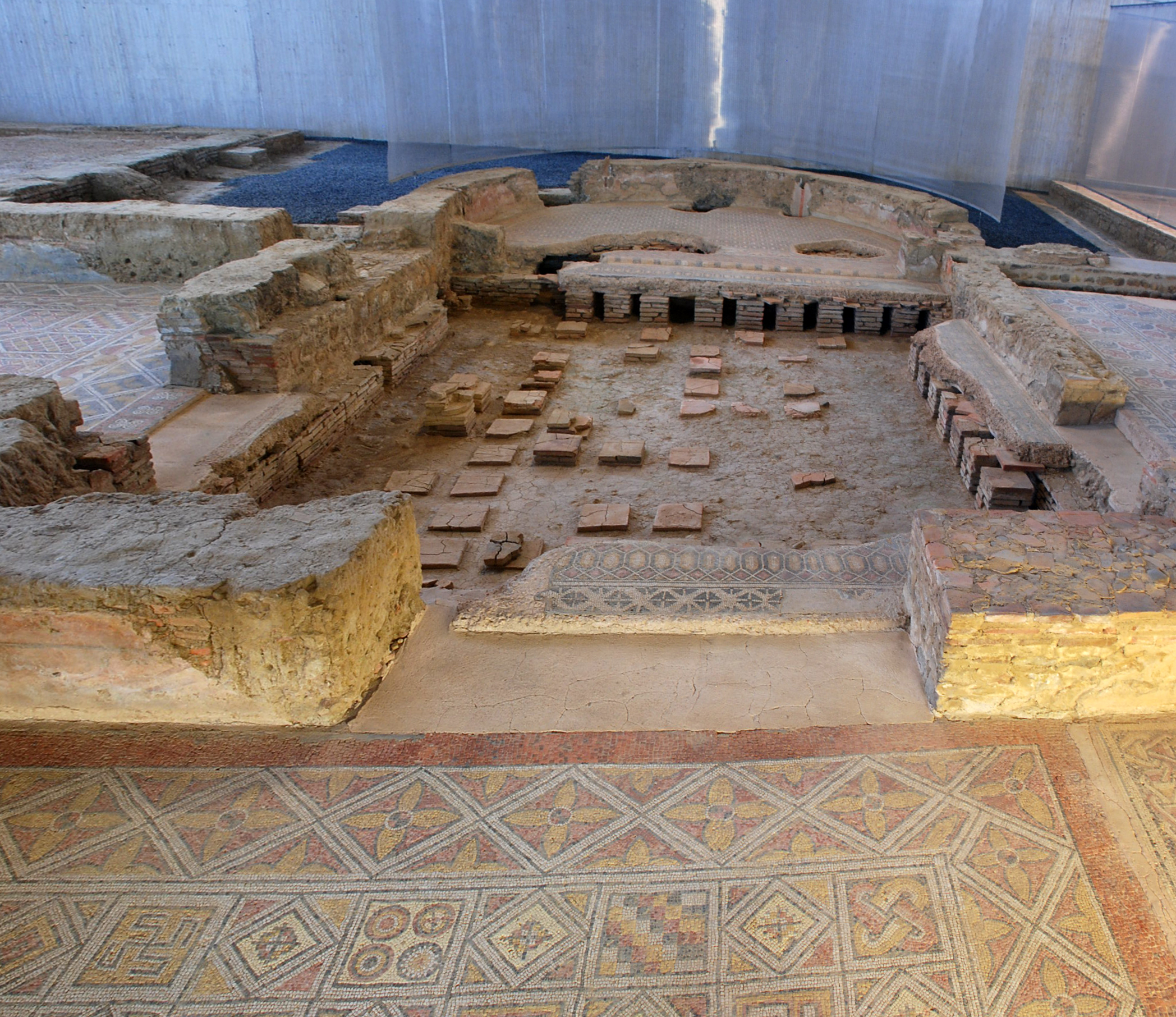
Hipocausto del triclinio oriental

El edificio principal presentaba, tanto en la fachada norte como en la sur, un pórtico en cuyos extremos se levantaban torres, de planta octogonal en la fachada sur y cuadrada en la norte. Aunque no es posible asegurarlo, el pórtico sur pudo ser columnado o bien de pared sobre la cual se levantarían columnas en la planta alta del edificio. Este esquema, de planta cuadrada con torres angulares, es habitual en la arquitectura rural de ese momento, especialmente en Galia y Germania, con ejemplos como las villas de Weilesbüsch y Pfalzel.
El patio central fue en origen un peristilo con columnas en los cuatro lados que separaban la zona ajardinada de las galerías que la rodeaban. Posteriormente se sustituyeron las columnas del lado sur por una arquería de ladrillo y los restantes lados se cerraron con muros en los que se abrieron ventanas.

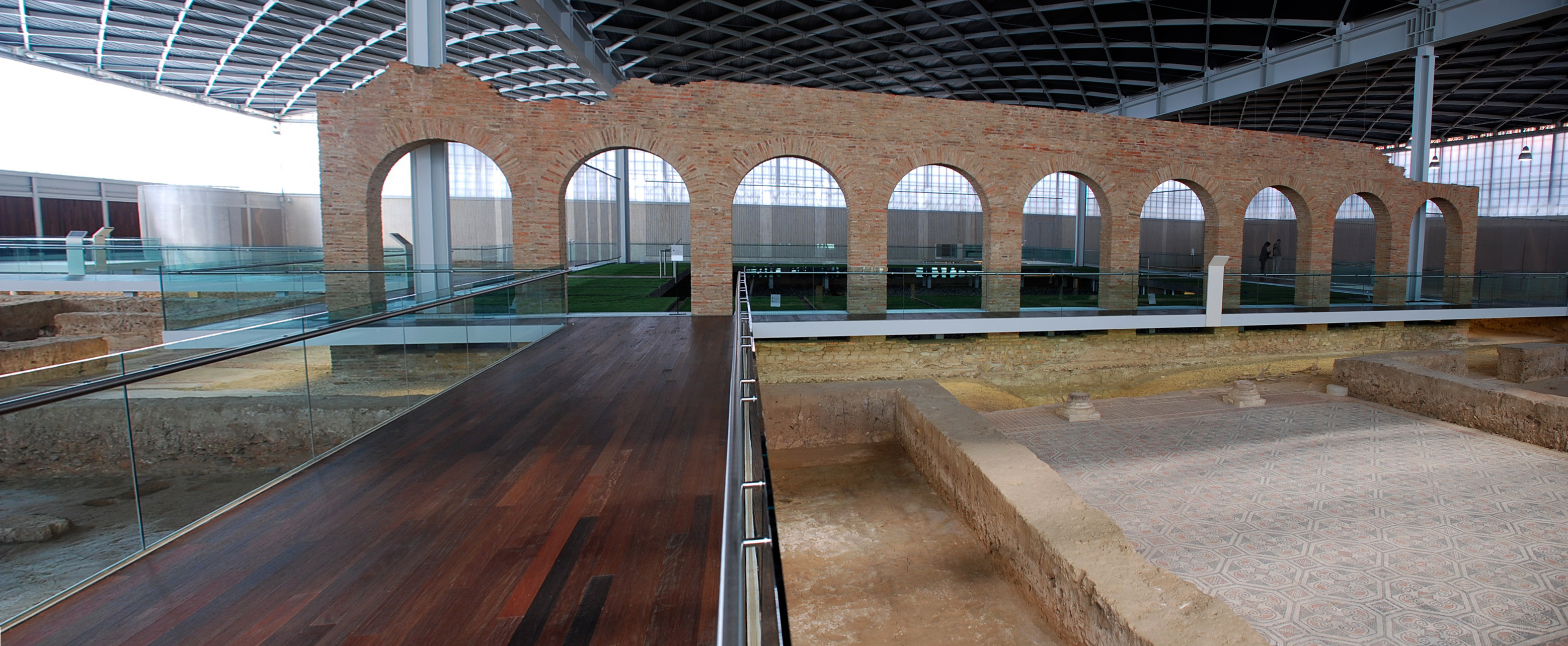
Vista del acceso sur a la villa y la arquería del peristilo

El acceso principal al interior del edificio se realizaba por el pórtico sur, a través de una habitación en cuyo fondo se alzaban dos columnas que marcaban el paso del vestíbulo a la galería del peristilo. Estas, cuatro en total, ordenaban la circulación del edificio, y eran más anchas las del norte y sur que las del este y oeste. La galería sur apareció en mal estado de conservación debido a la existencia de una zanja que destruyó parte de la galería oeste, la galería sur y varias habitaciones del lado este. Fue hecha antes de la destrucción del complejo y se convirtió en basurero donde fueron hallados multitud de materiales como astas de ciervos, cerámicas de los siglos V y VI o recipientes metálicos.
En el lado sur, junto a la entrada, se encuentra la habitación n.º 24, con suelo de opus signinum y con cuatro hoyos unidos por canales que servían como asiento para tinajas, por lo que se interpreta como una despensa. La habitación contigua, la n.º 23, se identifica como cocina y en su pared exterior se hallaron restos de pintura, al igual que en otras estancias de la casa, especialmente del lado norte. Bordeándola se encuentra el arranque de una escalera que conducía al piso alto. Este existía tanto en este lado sur como en el lado norte, siendo las alas este y oeste de planta baja. En el extremo este de la galería sur está la habitación n.º 21, pavimentada con opus signinum y que sirve de antesala a la habitación n.º 20, una alcoba que presenta uno de los mosaicos geométricos más destacados de la villa.
En el lado este, y empezando por el sur, en primer lugar se encuentra una pequeña habitación (n.º 13), con opus signinum, que sirve de antesala a la n.º 14-15, pavimentada con mosaico y considerada como uno de los comedores o triclinios de la casa. Al norte de estas habitaciones está el oecus, la principal sala de la vivienda, de 175 m², donde está el único mosaico figurado conservado. En contacto con el lado norte se encuentra una sala absidiada, la n.º 3, desde la cual se accede a otras dos, a ambos lados (n.º 2 y 4). Las tres estaban pavimentadas con mosaico y contaban con hipocausto o calefacción subterránea.
En el lado norte las habitaciones tienen suelos de opus signinum, excepto las n.º 7 y 8, que presentan suelo de tierra. Salvo la n.º 7, que es la entrada norte al edificio, y la n.º 9, que es el hueco de otra escalera al piso alto, se desconoce que usos tuvieron. En el extremo oeste, y simétricas a las del lado este, se encuentran tres habitaciones (la n.º 10, 11 y 12), también pavimentadas con mosaico pero sin hipocausto.
En el lado oeste, se encuentra el pasillo que comunica con la zona de baños (n.º 30) y un conjunto de habitaciones (n.º 29, 31 y 32) que posiblemente conforman el triclinio o comedor principal de la casa. Este, la n.º 29, en un principio fue más pequeño pero sufrió una reforma que agrandó la habitación e hizo que el ábside de la sala quedase descentrado con respecto al eje de la habitación. Tanto el comedor como su vestíbulo (n.º 32), tenían pavimento de mosaico mientras que la habitación n.º 31, que servía para la atención del comedor, contaba con pavimento de opus signinum.
En contacto de nuevo con el lado sur, se encuentra un pequeño pasillo (n.º 28) que servía de salida del edificio por el oeste y permitía el acceso a las habitaciones n.º 27 y 33, pavimentadas con opus signinum y tierra apisonada respectivamente, y la habitación n.º 26, también con suelo de tierra, y en la que apareció gran número de restos de ánforas —algunas de ellas de origen oriental como Gaza o Cartago—, lo que permitió identificarla como almacén.
Por último, el jardín del peristilo tenía en el centro una fuente, de la que no se hallaron restos, rodeada por un mosaico. De la misma partía, en dirección norte, un desagüe de ladrillo que vertía a un arroyo ya desaparecido. Las dos puertas de acceso al jardín, situadas en las galerías este y oeste, estaban unidas por una pérgola de ocho arcos, cuyos agujeros de apoyo fueron hallados durante las excavaciones.

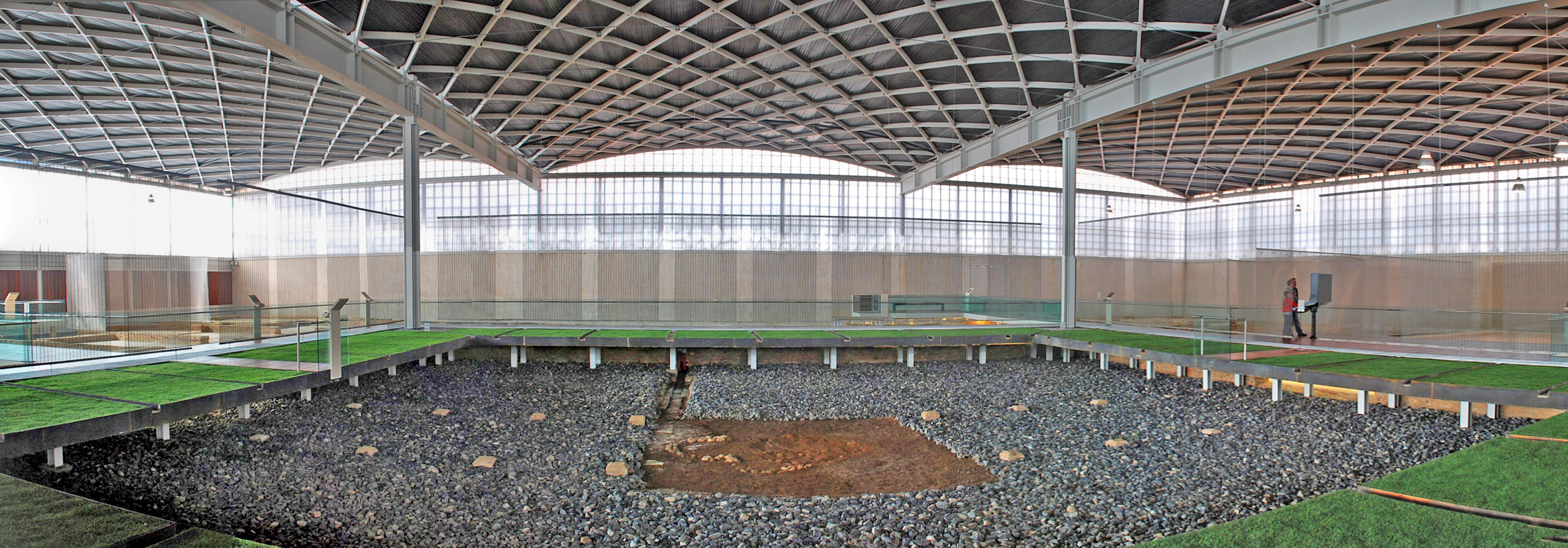
Vista general del peristilo

### Baños

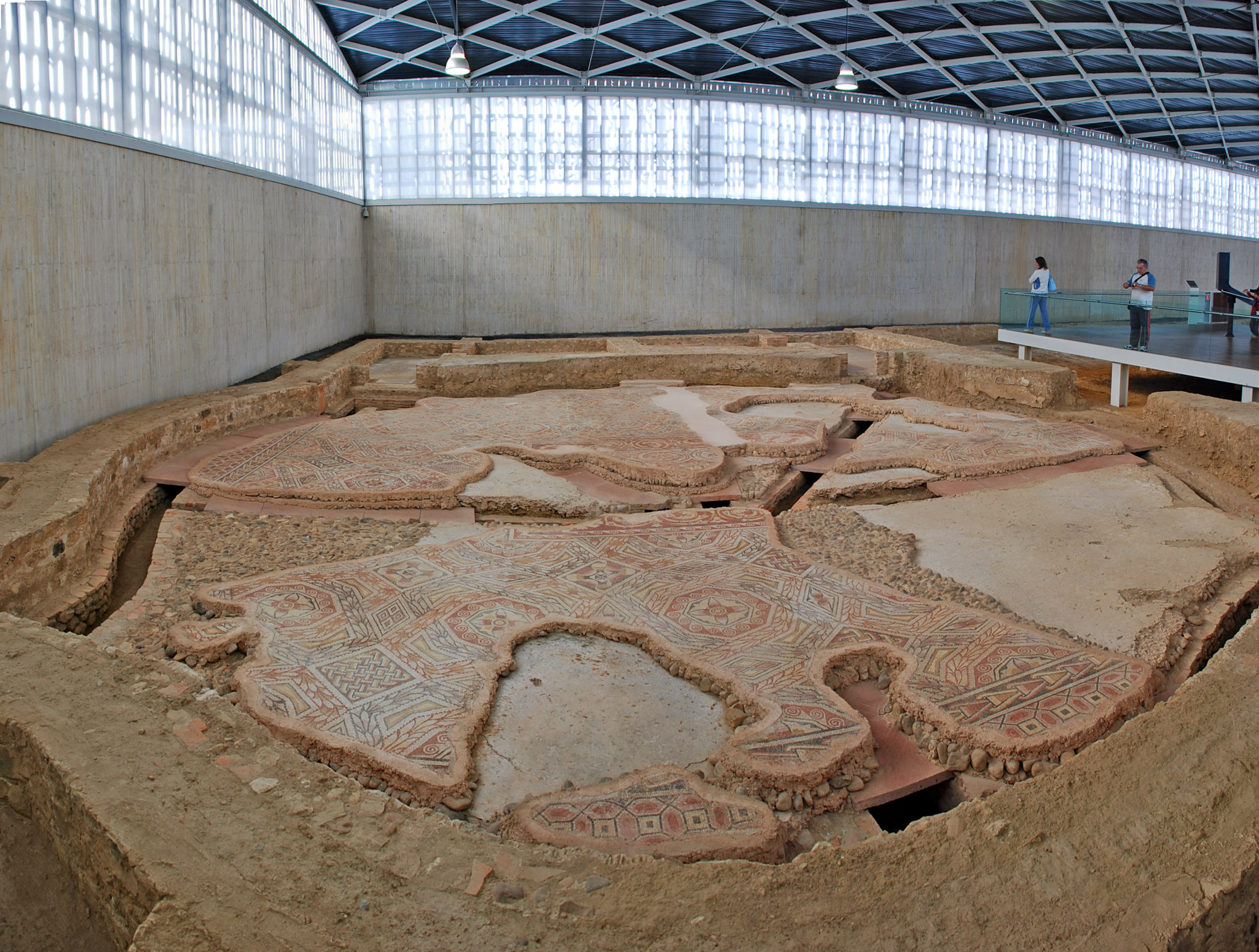
Habitación circular de los baños

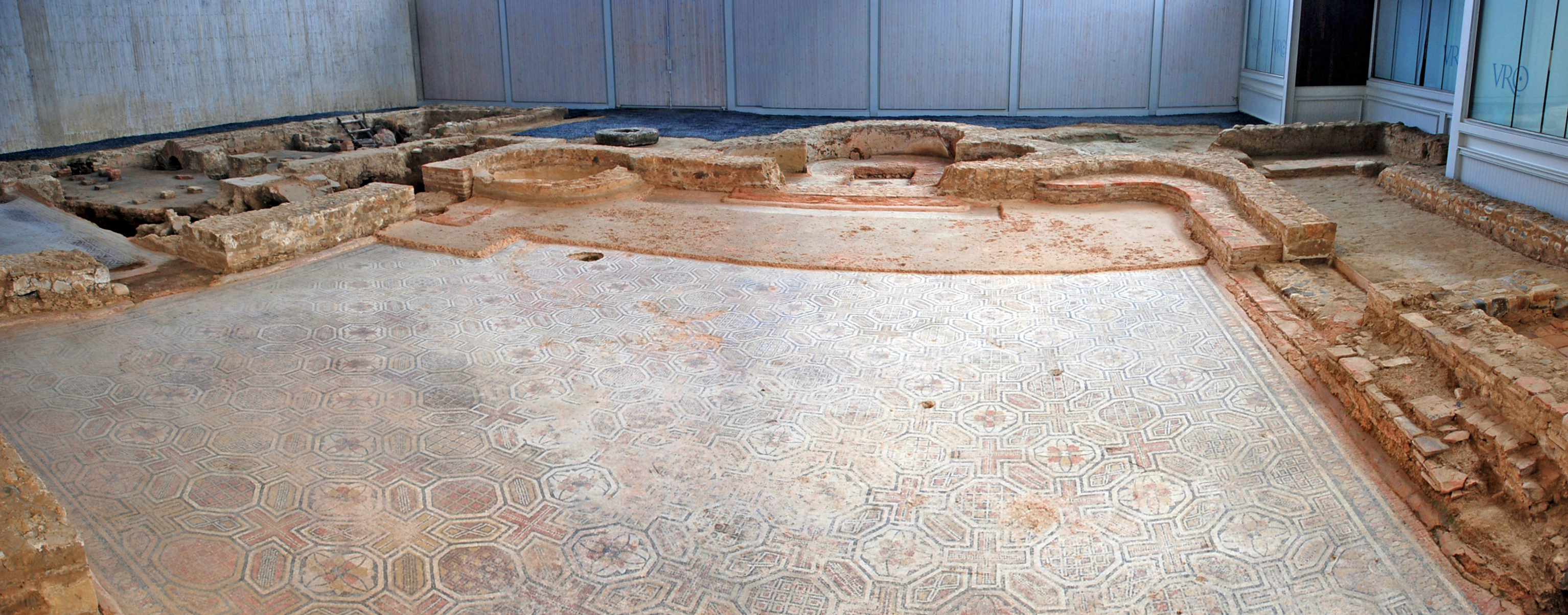
Vista del apoditerio

El edificio de los baños está situado al oeste de la vivienda, a la que está unida a través de un corredor (n.º 30). Este divide el conjunto termal en dos partes: al sur se encuentra una habitación circular de 170 m², cuyo uso se desconoce, con pavimento de opus signinum al que se superpuso un mosaico. Contaba con hipocausto y sufrió un saqueo que destruyó la mayor parte del suelo en busca de los ladrillos que cubrían los conductos bajo el mosaico. Al oeste de esta sala circular se abren cuatro pequeñas habitaciones pavimentadas de mosaico.
Al norte del corredor, frente a la sala circular, está el apodyterium o vestuario, que contaba con un banco corrido en su pared oriental y con una pequeña bañera oval, con escalones, en la esquina noroeste, así como un pavimento de opus signinum superpuesto a otro de mosaico. Al sureste de la sala se encuentra una habitación identificada como laetrinae, con suelo de baldosas y aparejo de cantos rodados con barro, diferente al resto de la villa.
Desde el centro del vestuario se accede, a través de una escalera, a un frigidarium de forma trilobulada, con pavimento de opus signinum, y al oeste estaban las habitaciones del caldarium y tepidarium, una de ellas absidiada y con pavimento de mosaico. Por último, en el extremo oeste de la pared de los baños se encuentra el propnigeum, donde se almacenaba el combustible y se ubicaba el horno para calentar los baños; es un añadido al edificio principal de las termas y presenta el mismo aparejo que las letrinas.

### Mosaicos

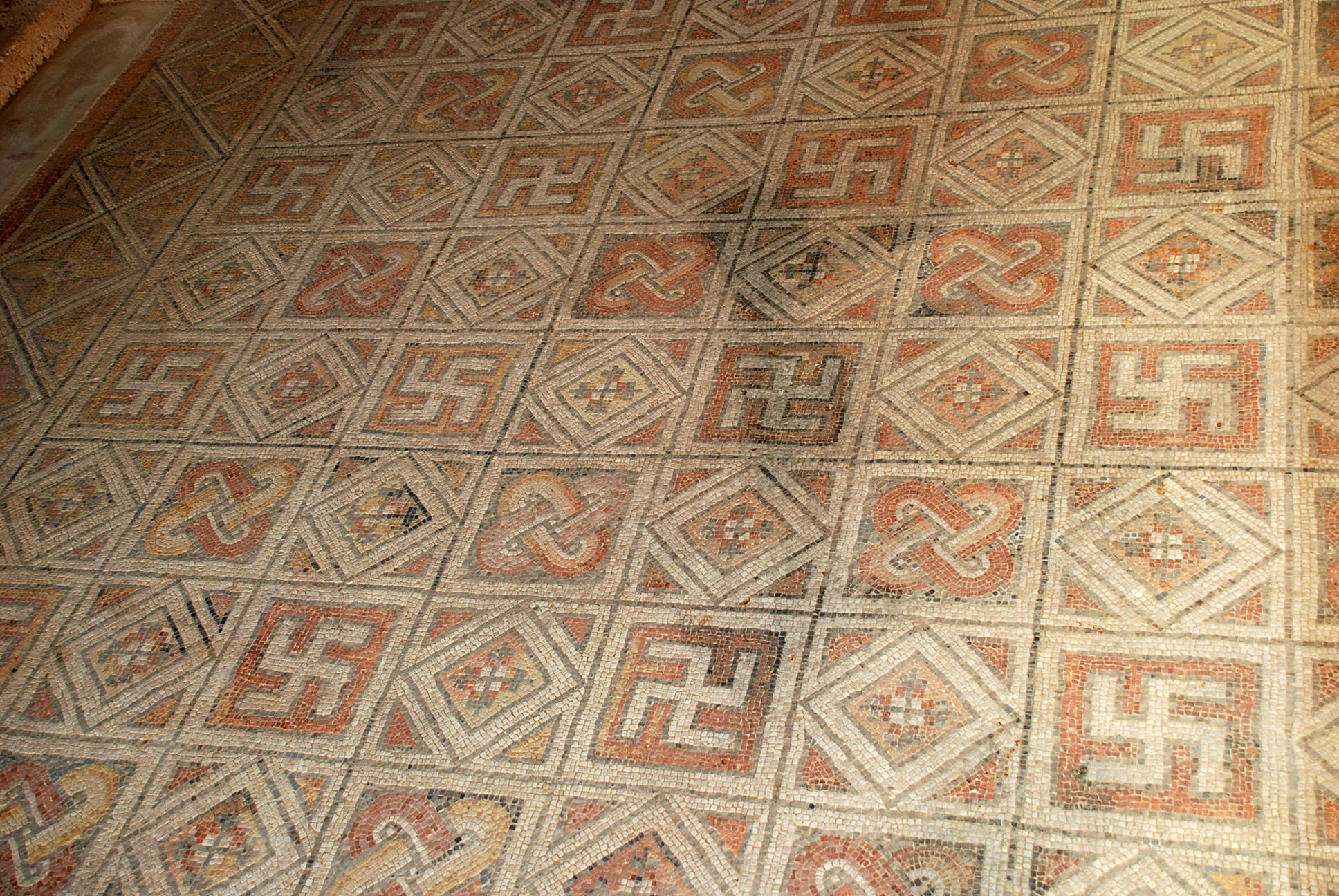
Pavimento de la galería norte

Posiblemente el mayor atractivo de la villa lo constituye el conjunto de mosaicos que pavimenta sus suelos, considerado como uno de los más importantes de España. Comenzando por el acceso sur de la vivienda, pavimentado con un mosaico en el que se alternan cuadrados y octógonos y está bordeado por una cenefa de círculos secantes, las cuatro galerías del peristilo están pavimentadas; al norte y al sur el diseño es sencillo, de carácter geométrico, y así en el corredor norte el espacio se divide en cuadros o casetones en los cuales se alternan motivos como nudos de Salomón, esvásticas o cruces rodeados por una cenefa de motivos florales, mientras que en el corredor sur, muy destruido debido a la zanja, aparecen círculos secantes con cenefa de triángulos encadenados (guiloches). Por su parte, al este y oeste se repite un mismo tema a base de parejas de hexágonos irregulares que al cortarse dejan en el centro un octógono y al unirse con otras parejas de hexágonos forman cuadrados y rombos.

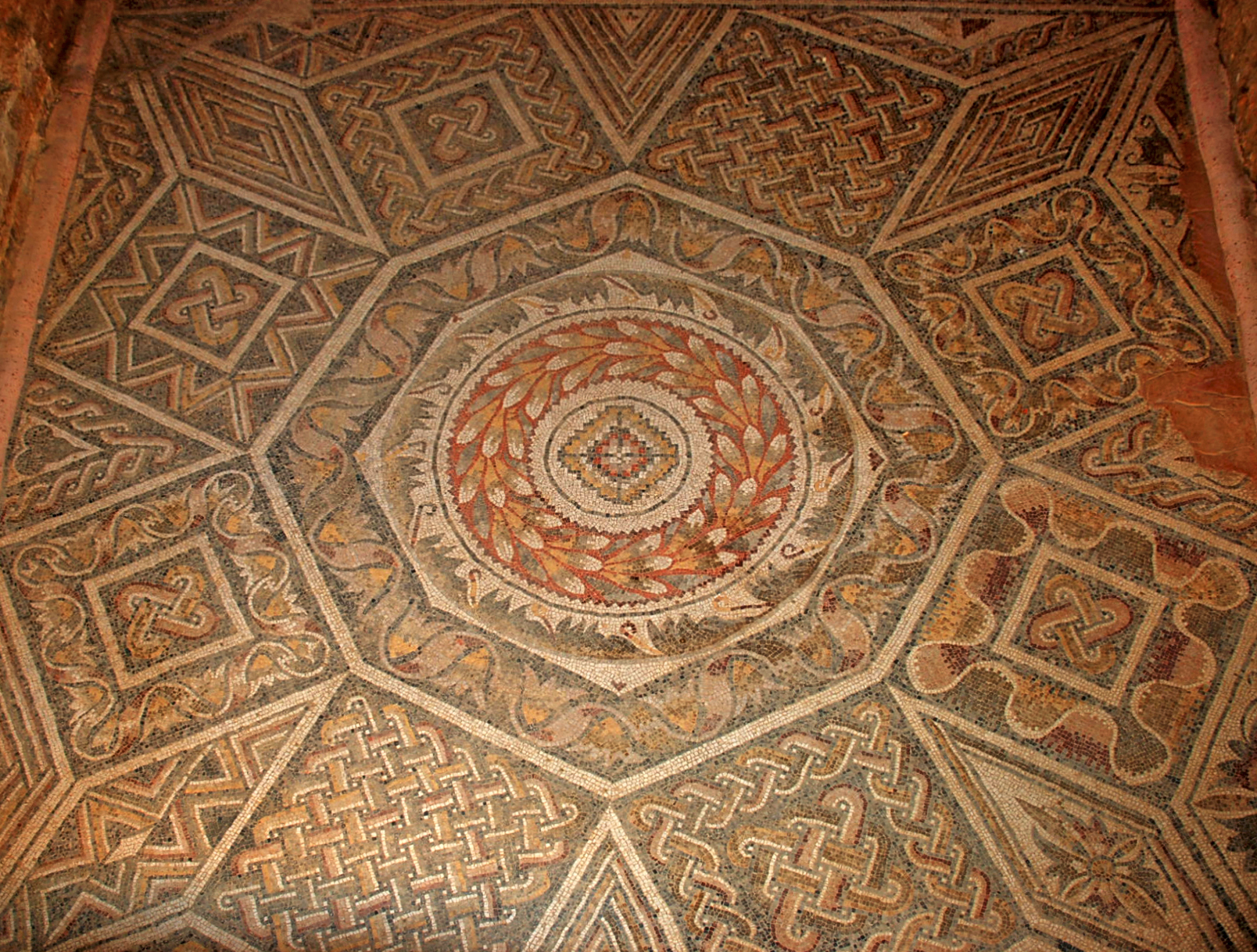
Diseño geométrico de la habitación n.º 20

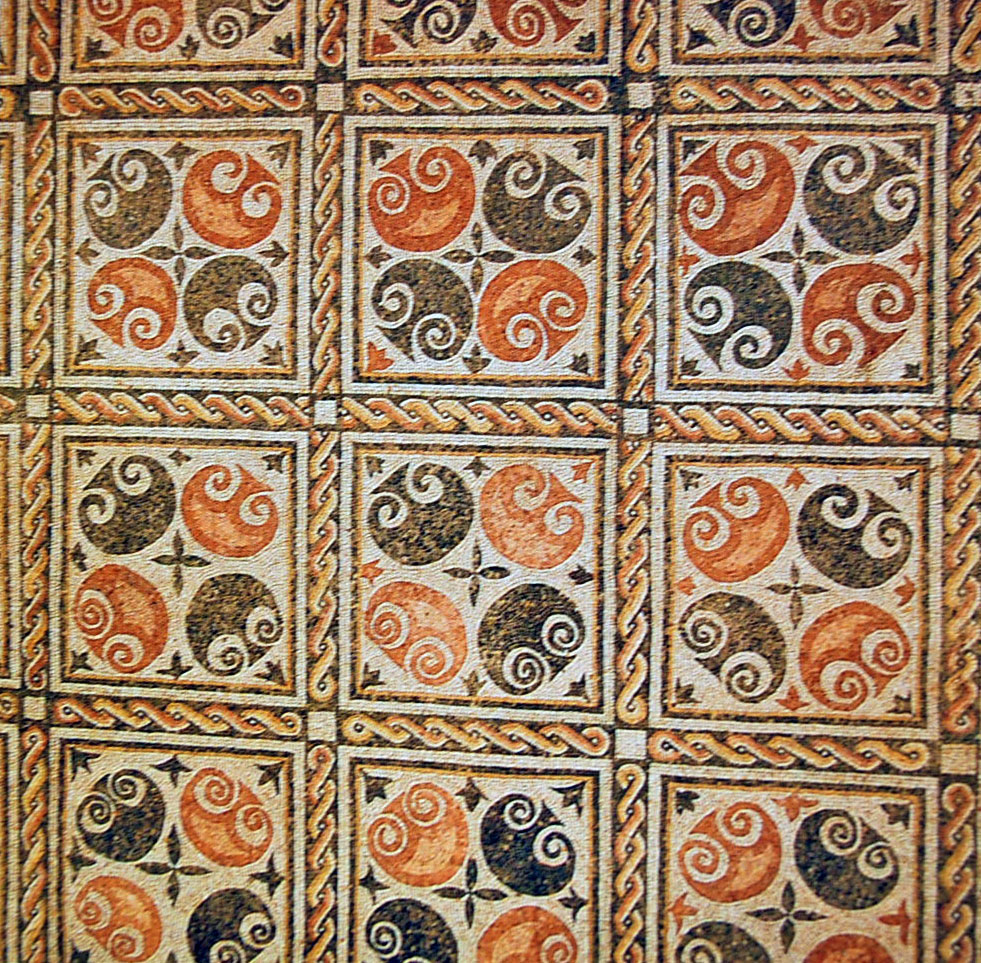
Detalle del mosaico de la habitación n.º 2

En la esquina sureste se encuentra, por un lado, la habitación n.º 20, que cuenta con uno de los diseños geométricos más destacados de la villa: un octógono central en cuyos lados se sitúan cuadrados, y entre estos aparecen rombos alargados, todo ello rodeado con una cenefa de trenza y línea en zigzag. Por otro lado, el triclinio que conforman las habitaciones n.º 14 y 15 presenta, en su ábside, nudos de Salomón dentro de círculos mientras que el resto de la sala cuenta con una corona de laurel en el centro y a su alrededor ocho rectángulos en cuyo interior albergan círculos con flores de ocho pétalos.
Tanto en la esquina noreste como noroeste las habitaciones tripartitas presentan pavimento de mosaico. Al noreste, el habitáculo principal (n.º 3) contaba —antes de ser saqueado— con un diseño de hexágonos alternando con cuadrados, la n.º 2 presenta cuadros separados por sogas y dentro de ellos cuatro peltas, alternativamente rojas y negras, y la n.º 4 tiene un diseño a base de cuadrados y hexágonos, separados por sogas, dentro de los cuales hay motivos geométricos y florales, y todo ello con dos cenefas, una de flores de tres pétalos y otra de flores cuatripétalas. Por su parte, al noroeste, la habitación absidiada (n.º 11) cuenta con un diseño de octógonos y cuadrados, con flores de ocho pétalos y cruces en su interior, todo bordeado por una cenefa de tulipanes en el ábside y por triángulos encadenados (guiloches) en la parte baja. Contiguas, la habitación n.º 10 presenta un centro de cuatro flores separadas por sogas y alrededor paneles de distinto tamaño, y la n.º 12 muestra un diseño de círculos secantes y cenefa de triángulos isósceles.
En la esquina suroeste, el triclinio principal de la vivienda así como su vestíbulo presentan también pavimento musivario. El mosaico de la parte más antigua del comedor muestra un diseño de flores enlazadas por sus tallos sobre el que se superponen círculos unidos y está rodeado por una cenefa de guirnaldas. Por su parte, el mosaico de la zona ampliada presenta líneas rectas sobre las que se disponen círculos con flores en su interior y cenefa de almenas. Su vestíbulo, la habitación n.º 32, ofrece una decoración de hiladas de peltas separadas por sogas.
En cuanto al edificio de los baños, varias de las estancias también están pavimentadas con mosaico. Así, la gran habitación circular presenta un diseño similar al de las galerías este y oeste del peristilo, con un cuadrado en el centro en el que dos cenefas de guirnaldas rodean una estrella de ocho puntas. En las cuatro pequeñas salas contiguas, las dos al sur tienen un diseño de casetones con motivos cruciformes en su interior, y las dos al norte, una presenta un diseño de cuadrados y hexágonos —similar al de la habitación n.º 4— y la otra parejas de escamas afrontadas o dobles hachas. Por último, el pavimento del vestuario presentaba un diseño de cuadrados, octógonos y cruces, con cenefa de círculos secantes, que posteriormente fue cubierto con opus signinum.
Mosaico del Oecus

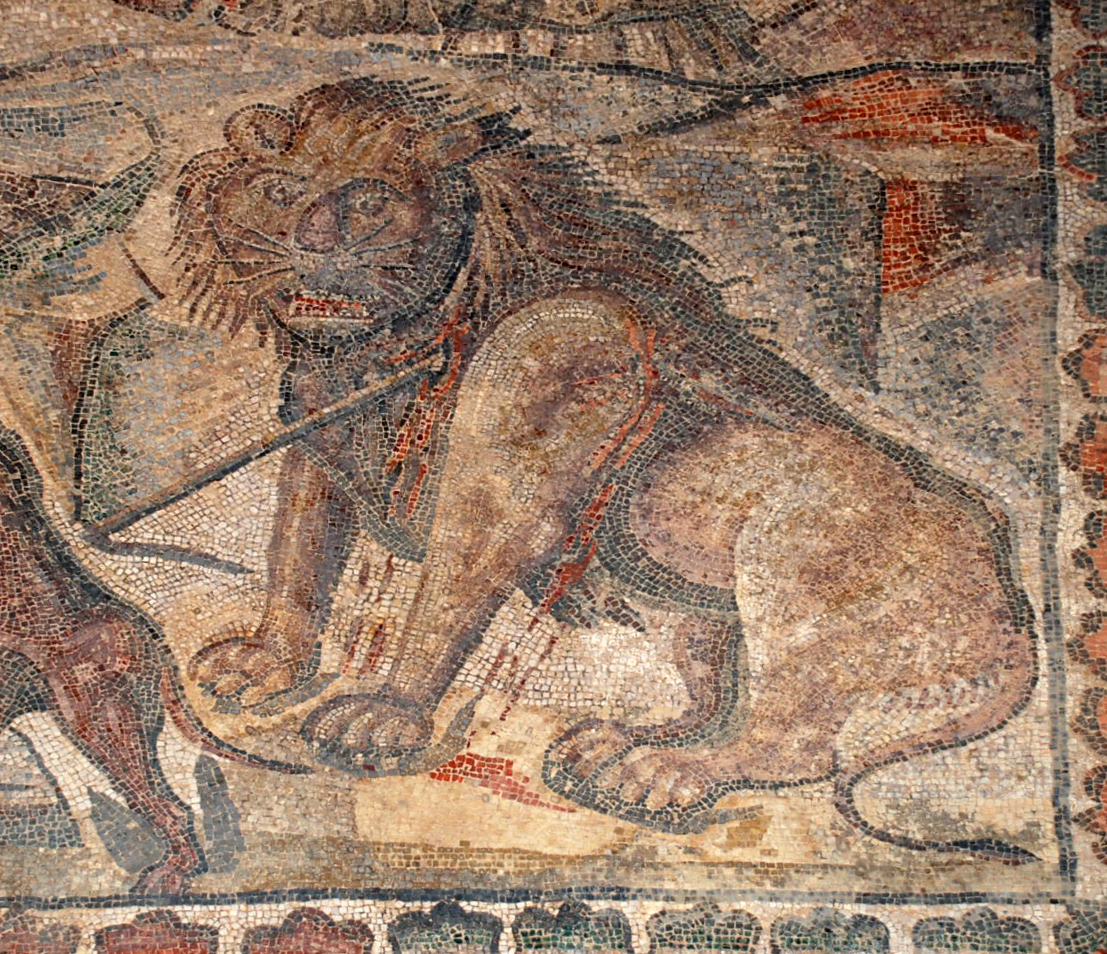
Detalle de la escena de caza

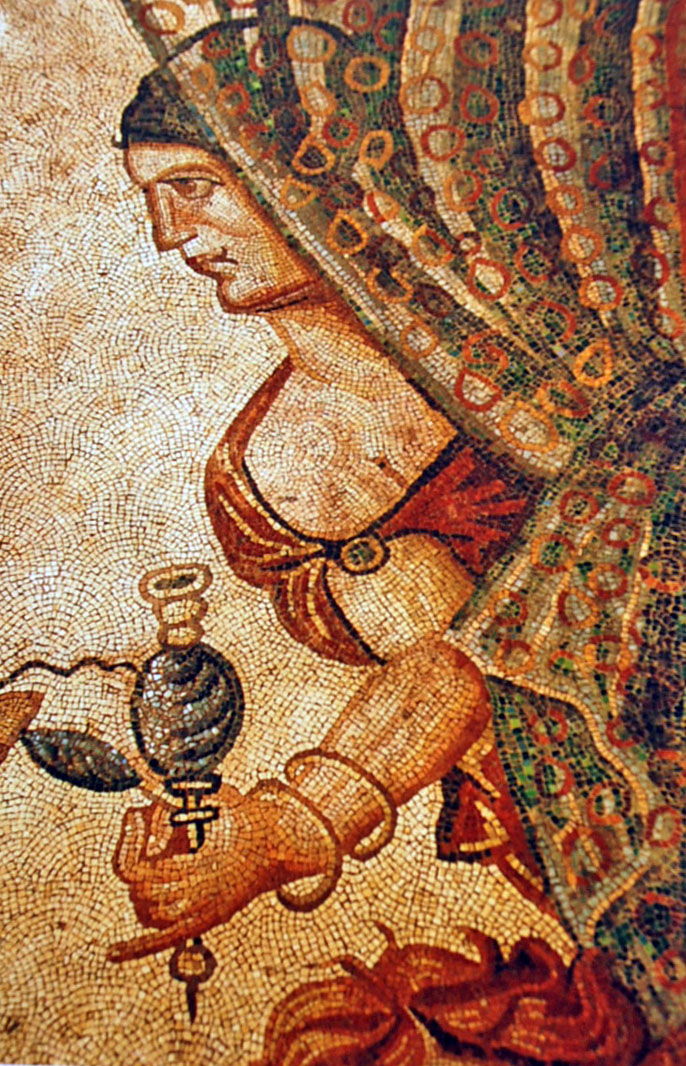
Detalle de la escena central

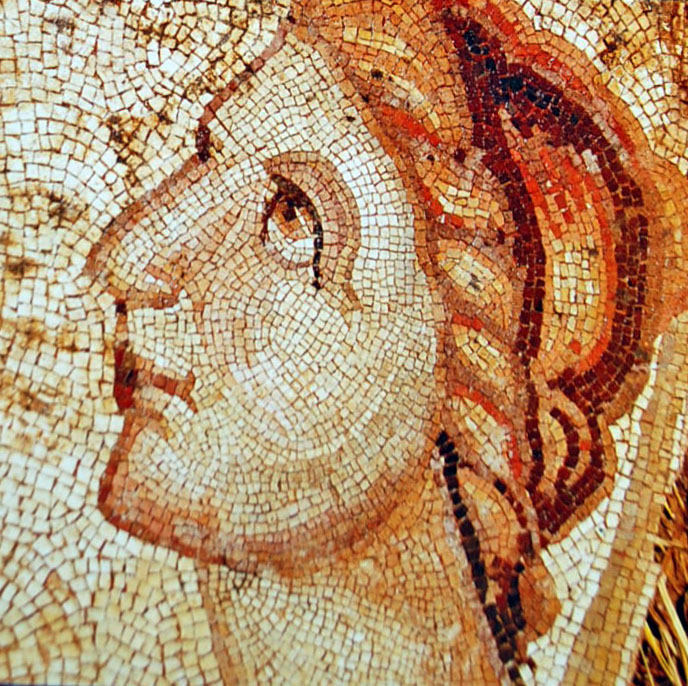
Rostro de mujer

El pavimento más excepcional de la villa es el situado en el oecus (habitación n.º 15). Lo componen una escena central figurativa rodeada por una cenefa que presenta un diseño similar al de la galería este del peristilo con coronas de laurel superpuestas y junto a la pared otra cenefa de cintas onduladas que envuelven tulipanes. La parte central figurativa se compone de tres temas distintos:
La zona más cercana a la entrada de la sala representa siete escenas de caza, en cinco de las cuales distintos animales luchan con cazadores a pie o a caballo, armados con lanza o jabalina. Otra de las escenas muestra un león del Atlas (especie ya desaparecida) herido, y otra el ataque de un león a varios antílopes africanos.

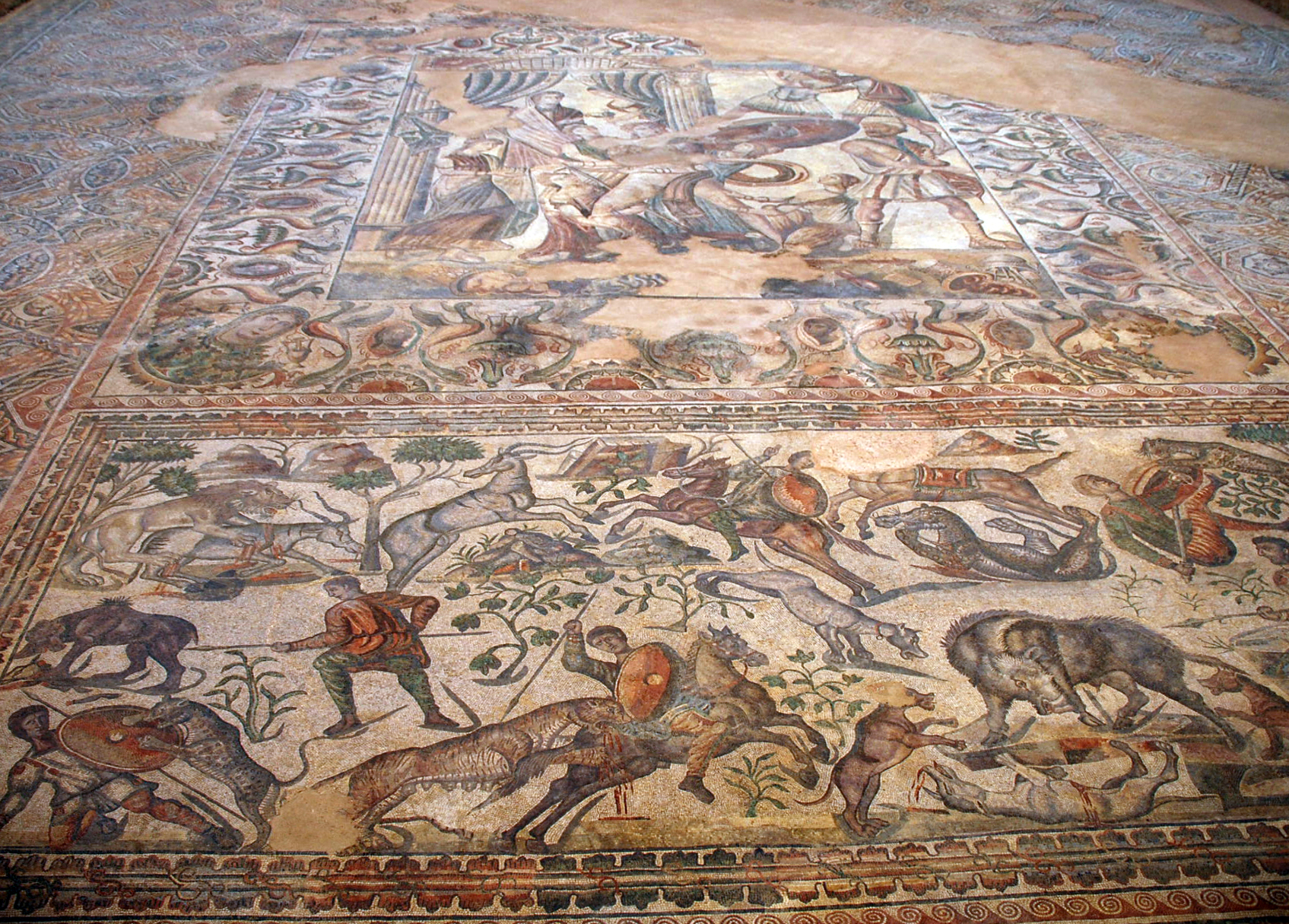
Vista general del mosaico

En el centro de la sala está representado un tema mitológico muy común en la antigüedad, tanto en el mundo griego como romano, y el Renacimiento. Se trata de la leyenda del descubrimiento de Aquiles por Ulises, cuando Aquiles estaba oculto vestido de mujer en la isla de Skyros, en el palacio del rey Licomedes. En la escena, Ulises señala a Aquiles la dirección a Troya y las princesas, hijas del rey, tratan de impedir su marcha sabiendo que morirá en la guerra. Los personajes representados, a un tamaño superior al natural, son los siguientes:
- Aquiles, desnudo y con pendientes femeninos.
- Ulises, empuñando una espada con remate de cabeza de águila.
- Rea, reina de Skyros, con diadema y ceñidor del manto.
- Seis princesas, entre ellas la amante de Aquiles, Deidamía.
- Albina, el ama de Deidamia, que ofrece a Rea un huso señalando que la escena se desarrolla en el gineceo del palacio.
- Agirtes y Diomedes, que acompañan a Ulises y tocan las trompetas haciendo que Aquiles se descubriese al empuñar las armas con las que trataba defenderse.

El tercer tema figurado, el más destacado por su singularidad, es la cenefa que rodea la escena de Aquiles y Ulises. Se compone de varios medallones ovalados que cuelgan de alas de ánades, los cuales sujetan con los picos ánforas apoyadas sobre plantas, cuya cola acaba transformando en un delfín. En cada medallón aparece un rostro, alternándose masculino y femenino, de personajes la mayoría jóvenes, hechos con teselas de pequeño tamaño que alternan con pasta vítrea.

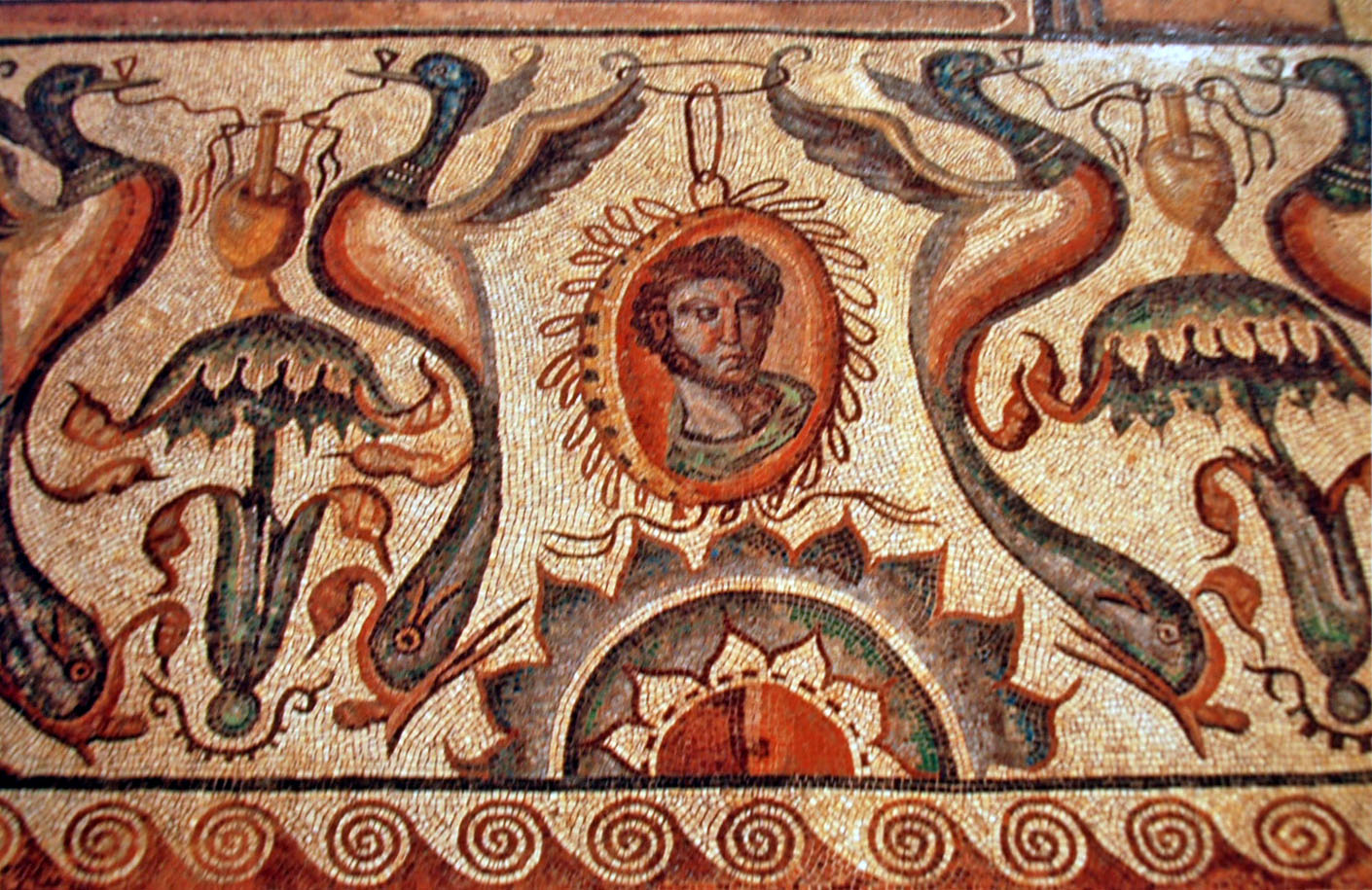
Retrato
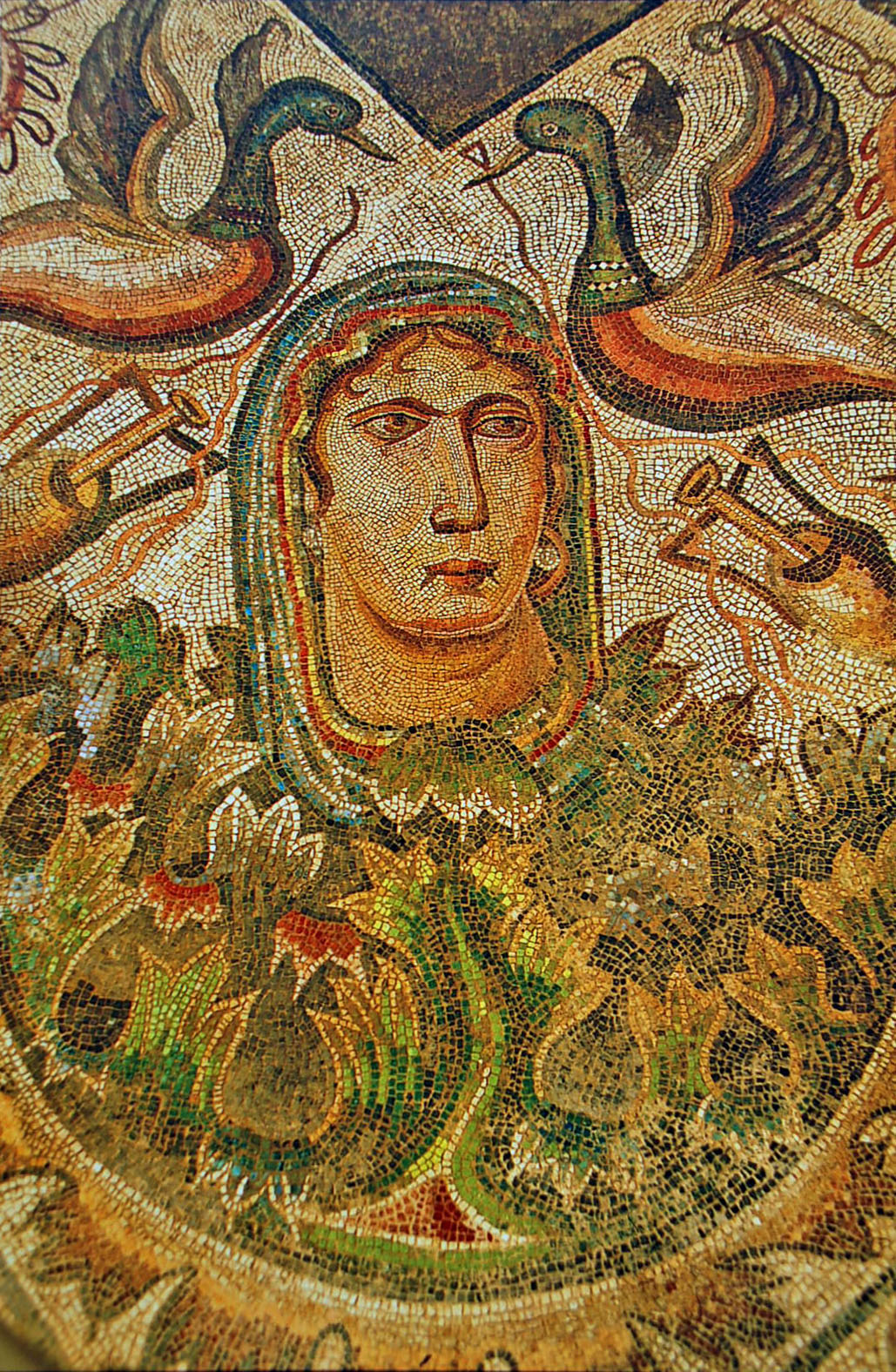
La Primavera
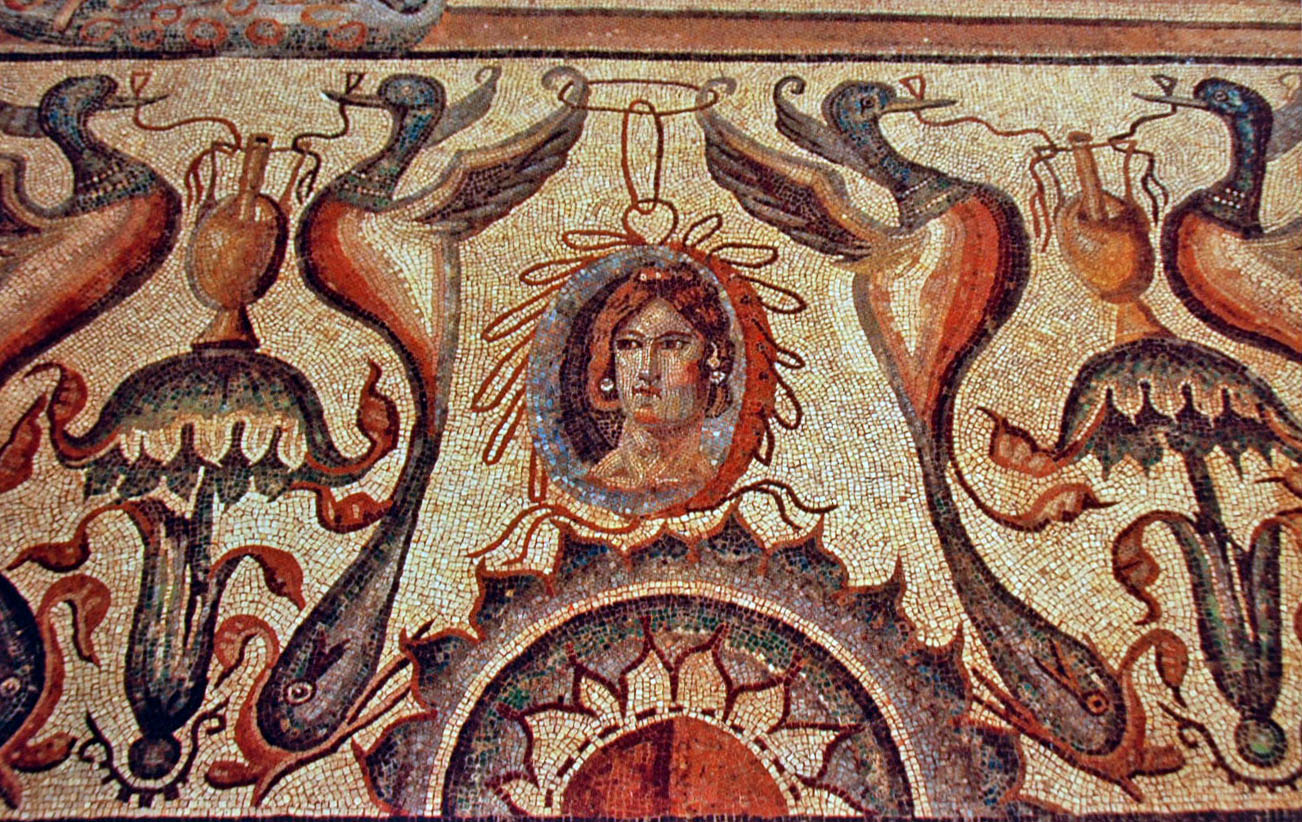
Retrato

De los dieciocho retratos originarios, se conservan catorce y su interpretación es complicada. Entre las diversas teorías propuestas, Dimas Fernández-Galiano identificó los medallones como instrumentos litúrgicos relacionados con algún tipo de culto pagano mientras que otros postulan que se trata de retratos familiares. En las cuatro esquinas de la cenefa están representadas las cuatro estaciones, de las que se conservan todas excepto el verano, elaboradas de manera clásica: primavera con flores, otoño con uvas e invierno con velo. La forma de representación de los ojos, grandes y con cierta inexpresividad, es común en el Bajo Imperio y época bizantina.

### Necrópolis

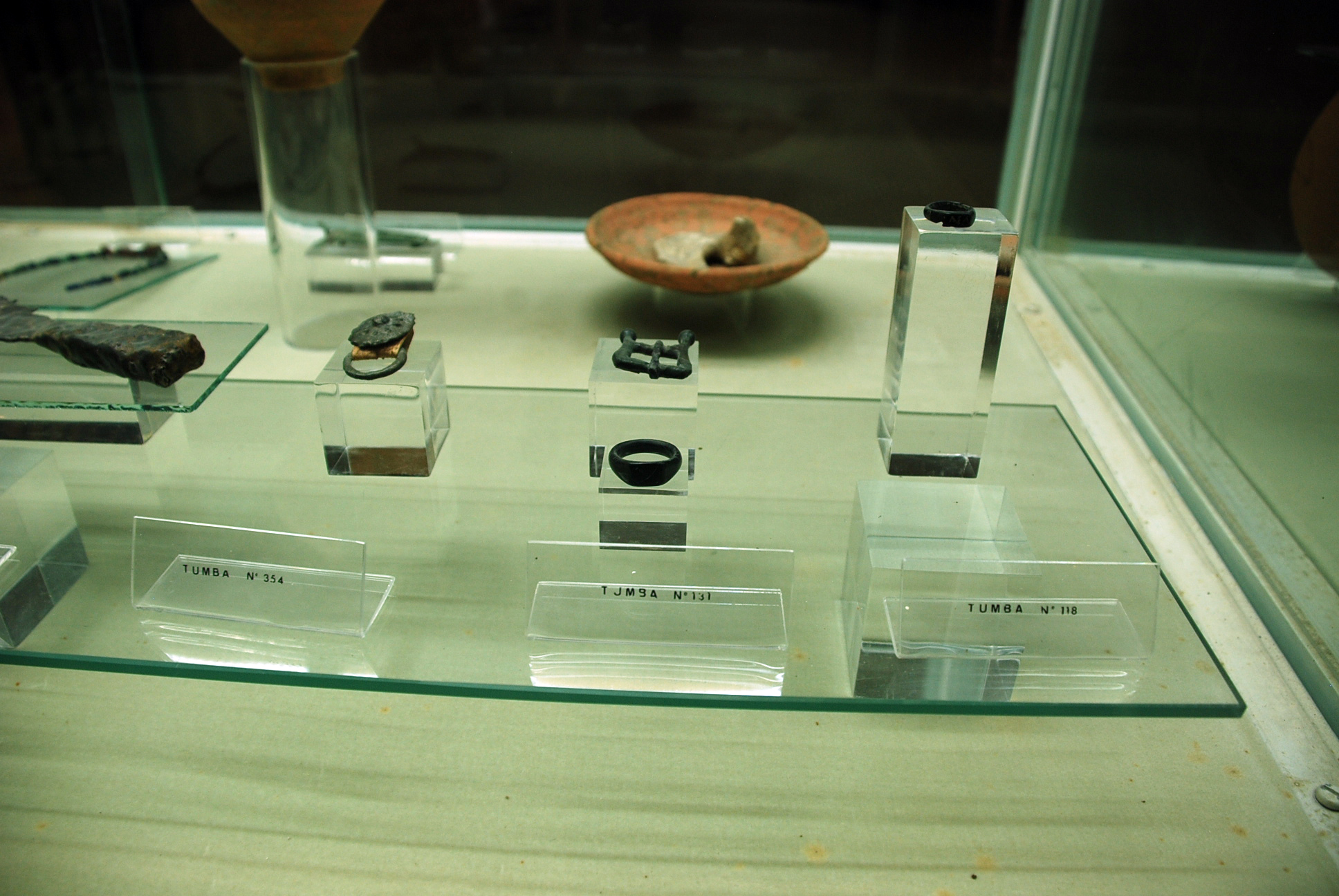
Materiales procedentes de las necrópolis

El conocimiento de la villa se completa gracias al estudio de las distintas necrópolis correspondientes a momentos diferentes de ocupación de la zona. En total se han localizado tres conjuntos funerarios distintos en torno a la villa: en primer lugar la llamada necrópolis norte, descubierta en la primavera de 1974 unos 700 metros al norte de la casa y correspondiente al primer periodo de la villa (entre los siglos I y III) y en la que también se siguió enterrando a partir del siglo IV. Los enterramientos son tanto de incineración como de inhumación, ritual que comenzaba a ser frecuente en el siglo II.
En total proporcionó 111 enterramientos, orientados mayoritariamente con la cabeza al oeste y los pies al este. Respecto a los ajuares funerarios, en torno al 70 % de tumbas presentaban ajuar, apareciendo principalmente fuera de la caja, siendo pocas las piezas halladas en su interior. Entre los objetos hallados destacan los vidrios, piezas de Terra sigillata hispanica tardía (TSHT) así como de cerámica común, pequeños calderos de bronce, hebillas de cinturón, herramientas de hierro y collares y pulseras hechos de ámbar, azabache y vidrio. Entre 1986 y 1990 se volvió a excavar en él apareciendo 100 enterramientos en fosa sin revestimiento que proporcionaron, entre otros, ajuares de vidrio, terra sigillata hispánica tardía, calderas de cobre, herramientas de hierro y objetos de adorno personal.
La necrópolis sur es la más extensa e importante de las halladas hasta ahora. Se situaba a unos 400 metros al sur de la villa, ocupando una superficie de 5000 m². Descubierta en 1972 y excavada en su totalidad, fueron hallados 526 enterramientos, entre los cuales se encontraron 59 zonas de cenizas, con cerámicas hechas a mano, lo que prueba que el lugar ya se utilizó como enterramiento al menos desde el siglo VI a. C. (Bronce Final o Primer Hierro). La componen tres tipos de tumbas, todas de inhumación: por un lado, una caja de madera dentro de una fosa, sin revestimiento, siendo el grupo más abundante y con los ajuares más ricos, hallándose en total 451 enterramientos. El segundo grupo, una fosa revestida con paredes de ladrillo y cubierta con falsa bóveda por aproximación de hiladas de ladrillos, en cuyo interior habría caja de madera, siendo en total 54 tumbas. El tercer tipo, el más clásico entre los romanos, una caja de ladrillos o tegulae cubierta con tejado de doble vertiente, del que solo se hallaron 21 enterramientos y donde menos abundaba el ajuar funerario.

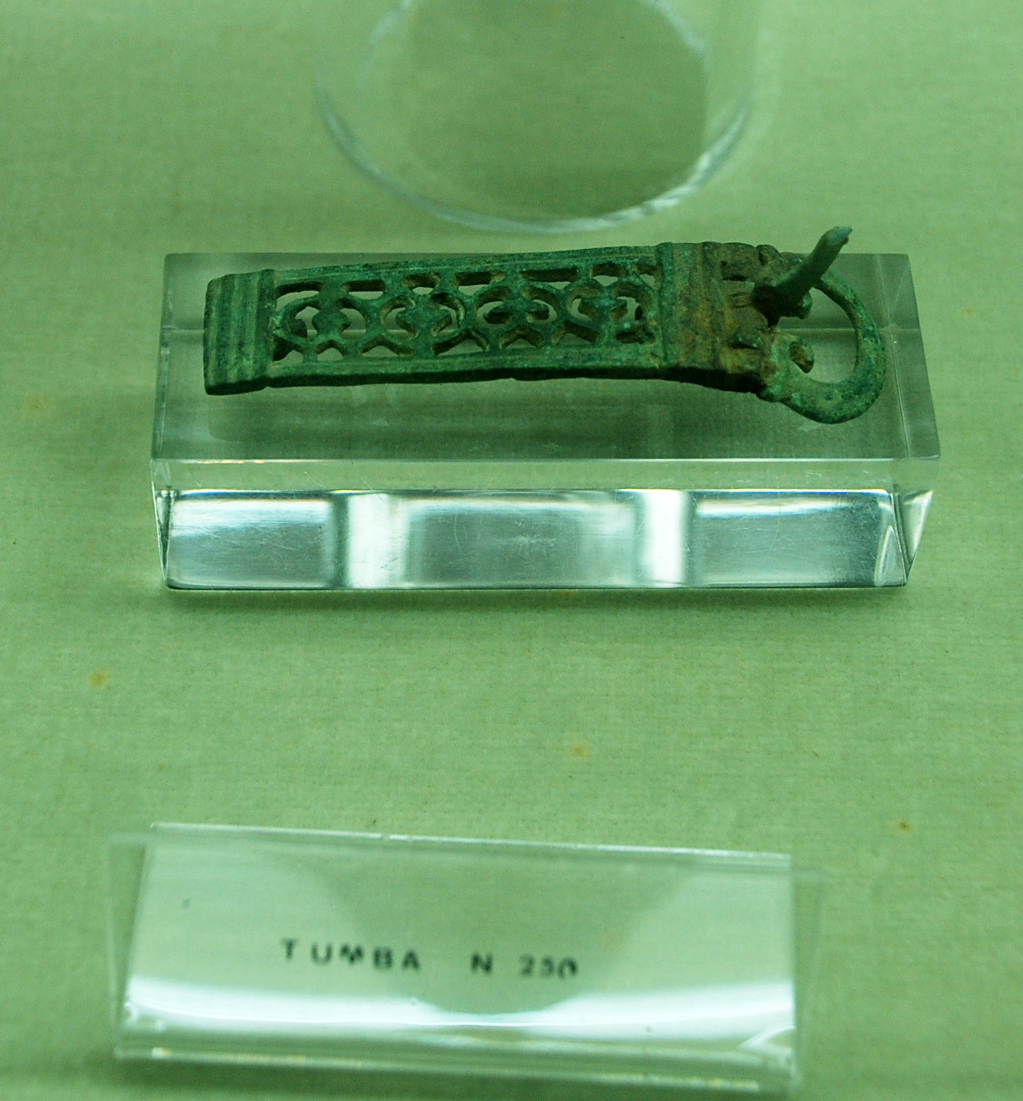
Hebilla procedente de una de las tumbas

Es llamativa la presencia de ofrendas al fallecido en estas tumbas pues en estos momentos, a finales del Imperio y con el cristianismo ya asentado, había desaparecido la costumbre de ofrecer objetos al difunto. Sin embargo, en la Hispania de las grandes propiedades rurales, y especialmente en la submeseta norte, los enterramientos poseen un ajuar con objetos muy similares a los que aparecen en zonas de frontera e inseguridad, pudiendo deberse a la presencia de colonos armados —al estilo de los limitanei— al servicio de los grandes terratenientes.
Entre los ajuares masculinos destacan, en metal, los cuchillos tipo Simancas, las placas de cinturón o los botones mientras que en cerámica abundan la Terra sigillata hispanica tardía (TSHT). Por su parte, en los ajuares femeninos destacan los collares de perlas de cristal o pasta de vidrio, brazaletes de bronce o plata, pendientes, osculatorios y vasos y botellas de vidrio. En todo ese conjunto de ajuares (41 % del total de enterramientos), los temas de los mosaicos y los útiles de la casa hay indicios que permitan pensar que el propietario y sus familiares y colonos fueran cristianos, en un momento en el que los cristianos ya podían exteriorizar su culto, aunque por otro lado sabemos que la aristocracia romana de origen militar, de formación greco-latina, se resistía a la cristianización.
En tercer lugar, en los alrededores del conjunto aparecieron varios núcleos de enterramiento de época medieval que, si bien no están relacionados con los restos de la villa, corroboran que la zona permaneció habitada tras la etapa romana a través de la localidad de Pedrosa de la Vega. Se localizaron dos grupos de tumbas, uno al noroeste de la villa, destruido por las labores agrícolas, y otro 100 metros al sur del mismo, que proporcionó una superposición de seis niveles de enterramiento entre los siglos IV y VII y con ajuares escasos y pobres.

## Museo monográfico

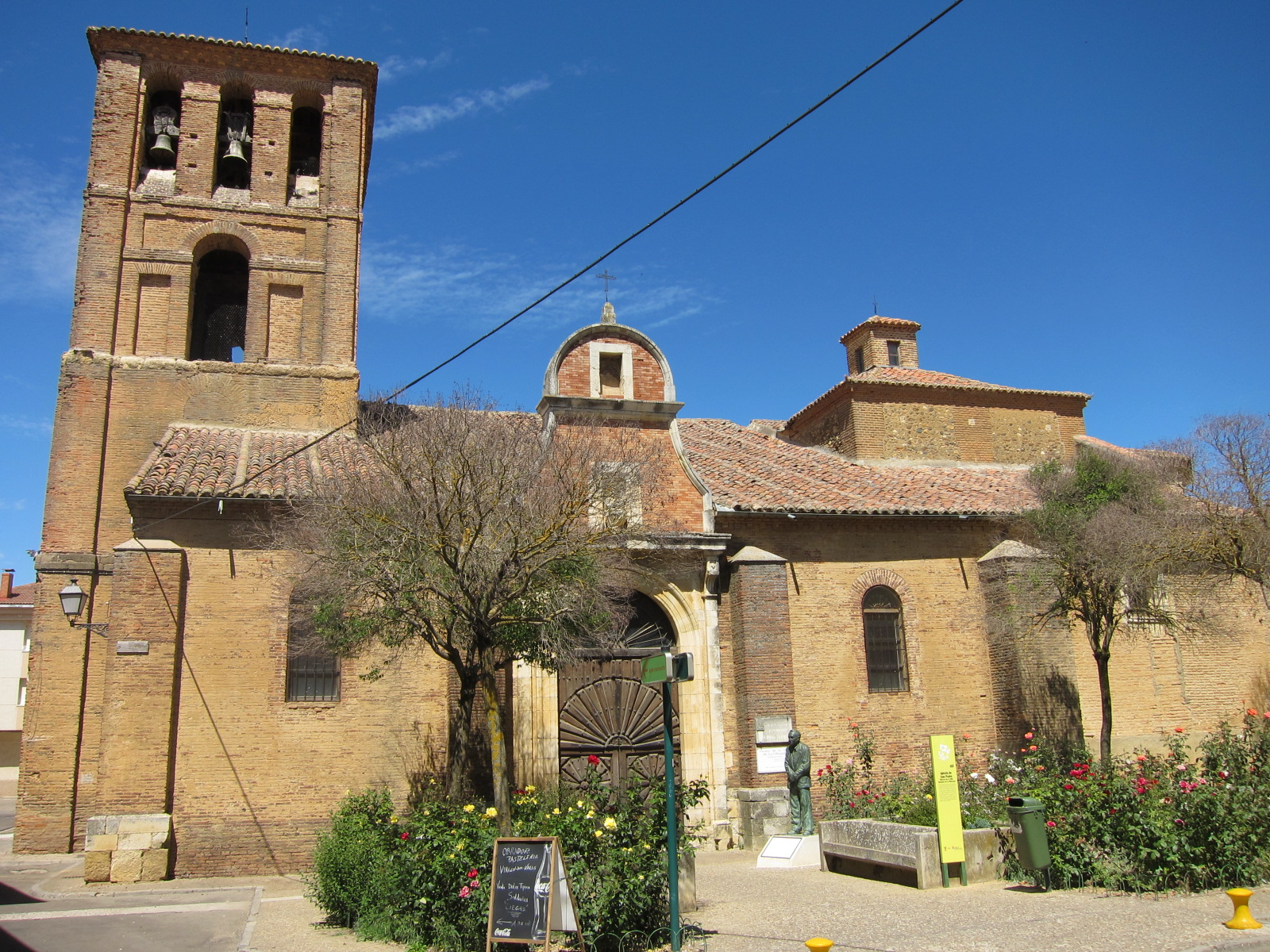
La iglesia de San Pedro, en Saldaña, sede del museo monográfico

Durante las excavaciones de la villa aparecieron un gran número de objetos, ya sean de uso cotidiano o de carácter más excepcional. Dicho conjunto, junto con los materiales procedentes de los ajuares de las tumbas, representa la cultura material característica de una residencia señorial del Bajo Imperio. Debido a la importante relación que guarda con la historia de la villa, a través de su vida cotidiana, se decidió exponer el conjunto al público y así, inicialmente, se mostró una selección del material en una habitación de la casa particular del propietario.
Sin embargo, el creciente volumen de los hallazgos hizo que dicha estancia resultase insuficiente y, tras su cesión por parte de la Diócesis de Palencia, en 1984 se instaló el museo monográfico en la entonces recién rehabilitada iglesia de San Pedro de Saldaña. Esta, construida principalmente en ladrillo y mampostería de canto rodado, consta de tres naves con cabecera poligonal y torre cuadrada a los pies, y su construcción se remonta, como mínimo, al siglo XVI, concluyendo los trabajos en el siglo siguiente. Como espacio expositivo, para la instalación de las vitrinas se aprovecharon los intercolumnios de las naves laterales y sus paredes perimetrales, mientras que la nave central permaneció diáfana, como zona de descanso.

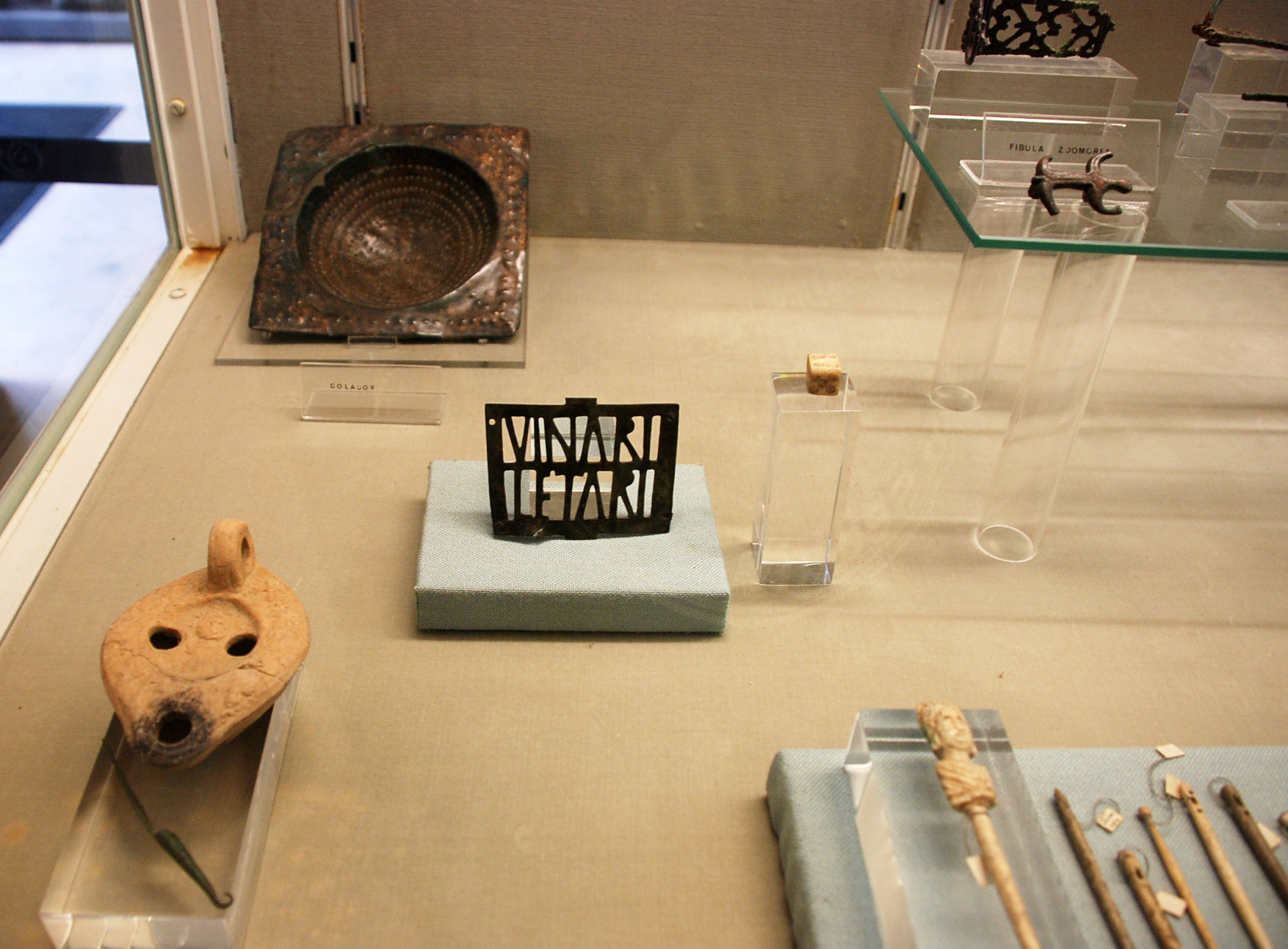
Placa de bronce con la inscripción VINARI LETARI

Así la nave de la Epístola está dedicada a la vida cotidiana, con 5 vitrinas de exposición en las que se muestran objetos de uso corriente en la casa, piezas de cerámica tanto altoimperial como tardorromana, utillaje de hierro y bronce y elementos para la cacería y la equitación. Por su parte, la nave del Evangelio alberga, en 4 vitrinas, material procedente de las necrópolis, como urnas cinerarias y objetos pertenecientes a los ajuares de las tumbas como vidrios, joyas o piezas cerámicas, así como de los alrededores de Saldaña.
Entre todos los materiales hallados destacan varios centenares de monedas pertenecientes a los reinados de Constantino I (307-337), Constancio II (337-361) y el usurpador Constantino III (407-411), dos contorniati, una con la representación de Nerón y la otra de Teodosio, un pebetero o quemaperfumes hecho en mármol de Carrara, una placa de bronce, perteneciente a un cubilete para jugar a los dados, con la inscripción VINARI LETARI, cuyo texto completo sería VINARI LETARI LUDERE RIDERE HOC EST VIVERE (traducido como beber o cazar, alegrarse, jugar, reír, esto es vivir), varios elementos de arreos de caballo, uno de ellos con la inscripción ASTVRI VIVAS (traducido como Viva Asturius), diversos objetos de bronce como broches o faleras, recipientes de terra sigillata hispánica tardía (TSHT) decorados o joyas, como una sortija que lleva una representación del genio gnóstico Abraxas, símbolo que puede relacionarse con el priscilianismo.
En 2007, el ayuntamiento de Saldaña hizo pública su intención de transformar el edificio de la antigua fábrica de harinas en el nuevo museo monográfico sobre La Olmeda, al que cedería el inmueble por 99 años. Este, construido por Jerónimo Arroyo en torno a 1906, cuenta con tres plantas las cuales se distribuirán de la siguiente forma: en la planta baja recepción, dependencias administrativas y sala de exposiciones, en la primera planta un salón de actos y área expositiva y en la planta bajo cubierta la biblioteca y el Centro de Estudios Arqueológicos. Tras el traslado del museo al edificio de La Fábrica, el ayuntamiento pretender convertir la iglesia de San Pedro en un museo de la campana, ya que Saldaña acoge una de las pocas empresas españolas que se dedica a fabricar campanas.

## Gestión y actividades

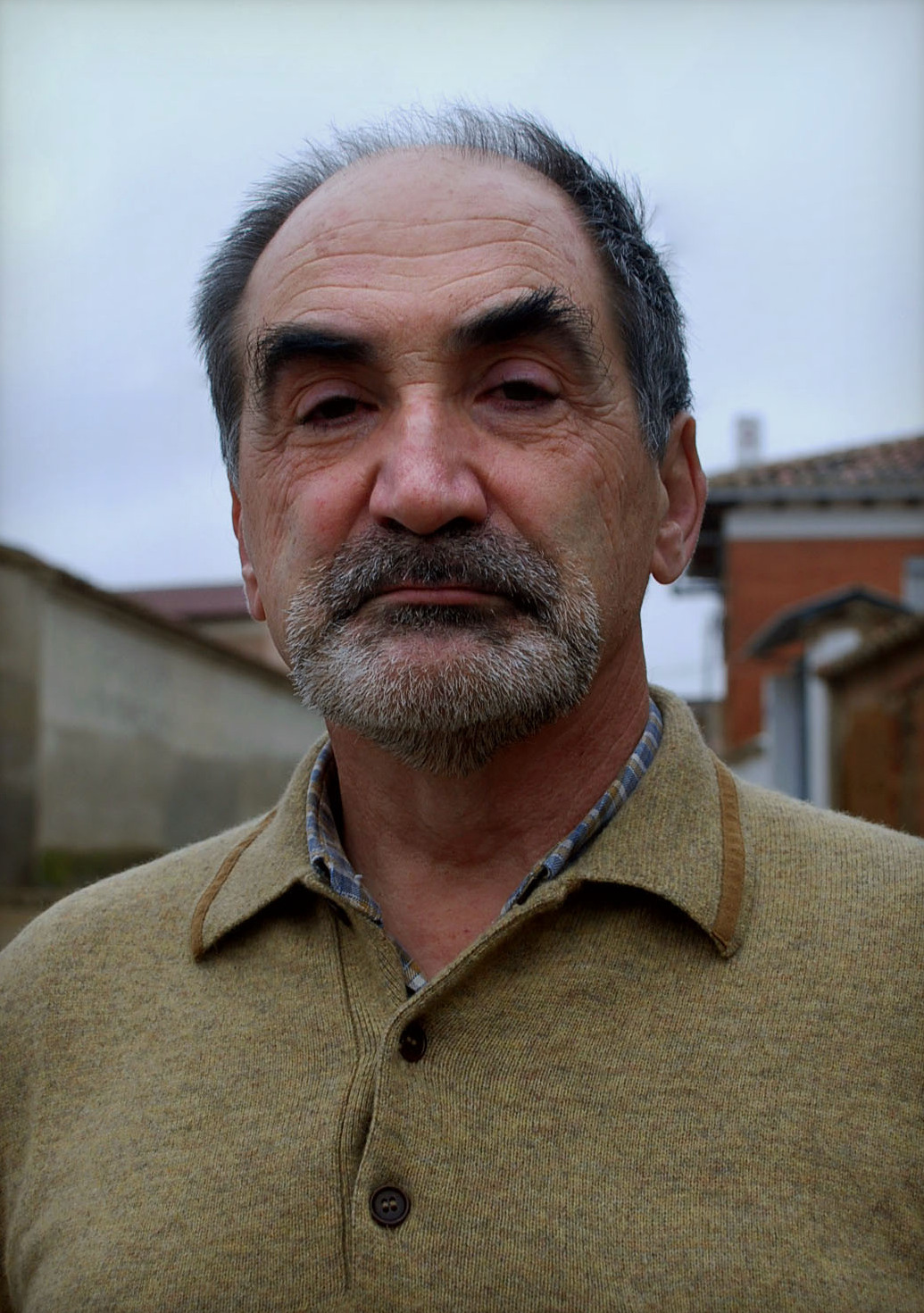
José Antonio Abásolo, director de las excavaciones

La gestión del conjunto de la villa es llevada a cabo por una Fundación, presidida por el presidente de la Diputación Provincial de Palencia y entre cuyos vocales están el director de Servicios Cultural de la Diputación, un arqueólogo nombrado por la Universidad de Valladolid, el diputado de la zona provincial de Saldaña, un representante de la Institución Tello Téllez de Meneses y el diputado de la Comisión Provincial de Cultura. Las actividades de la misma son dirigidas por la Junta de Gobierno, formada por el vicepresidente, un arqueólogo, un diputado y el secretario de la Fundación. Su presupuesto anual depende de la dotación económica concedida por la Diputación Provincial además de las que pudiera recibir de otros organismos así como los rendimientos de las entradas y la tienda.
La Fundación cuenta con un equipo profesional que se encarga de los trabajos arqueológicos y de mantenimiento de la villa. Su actividad no se limita a La Olmeda sino que también ha participado en las tareas de salvamento de los mosaicos romanos de Quintanilla de la Cueza, Dueñas, Astudillo y Villabermudo, así como en yacimientos de otras provincias de la Comunidad como Sasamón, Cardeñajimeno, Clunia, Cabezón de Pisuerga o Las Cuevas de Soria.
Asimismo tiene como uno de sus fines la promoción y difusión de los valores arqueológicos y así se llevan a cabo distintas actividades dirigidas tanto a científicos como al gran público. A nivel científico, son muchas las publicaciones especializadas que han tratado La Olmeda y en torno a la misma se han desarrollado distintos encuentros como los Cursos de iniciación a la Arqueología Romana entre 1989 y 1993, el I Coloquio Nacional de Conservación de Mosaicos en 1989, el VI Coloquio Internacional sobre el Mosaico Antiguo en 1990 o el II Encuentro Nacional de Yacimientos Romanos en 2012. Al gran público van dirigidas publicaciones como la guía del yacimiento, libros divulgativos sobre cementerios y villas romanas o cuadernos didácticos para alumnos y centros educativos de Primaria, Secundaria y Bachillerato, y actividades como exposiciones, conciertos o talleres infantiles.